# Christentum in Syrien

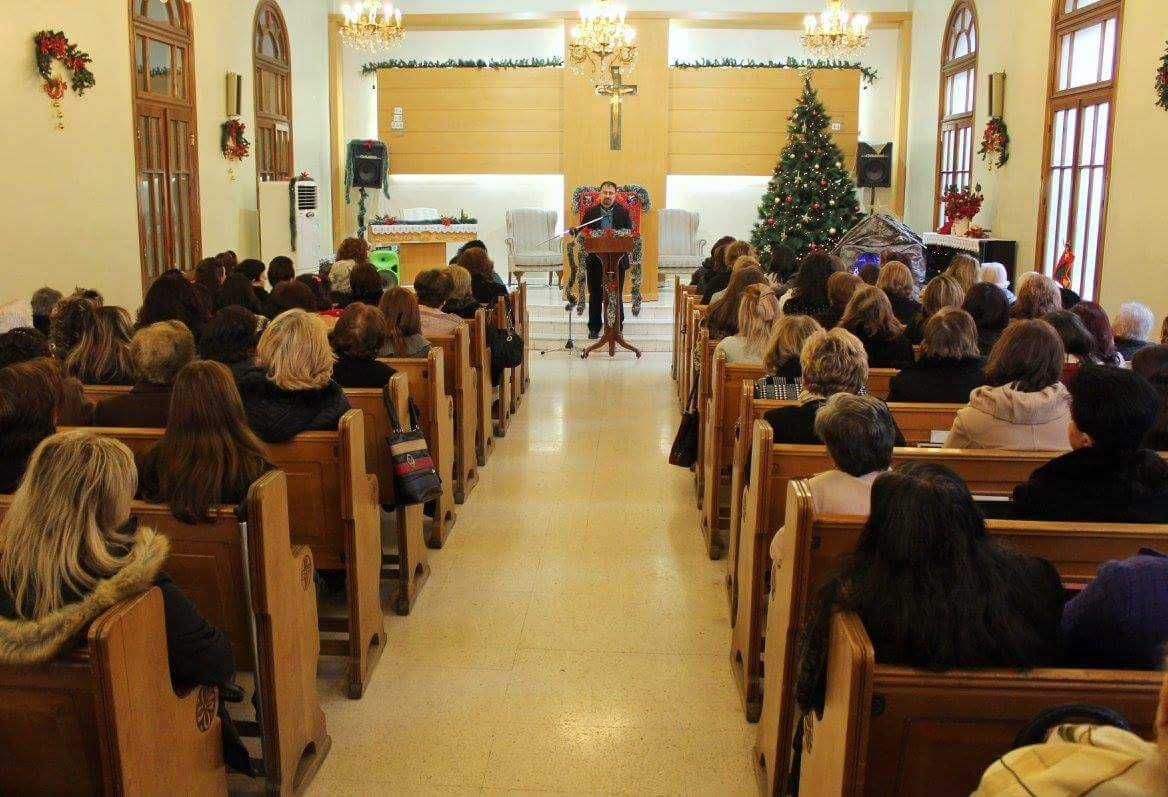
Gottesdienst in Aleppo (armenisch-evangelische Märtyrerkirche, 26. Dezember 2017)

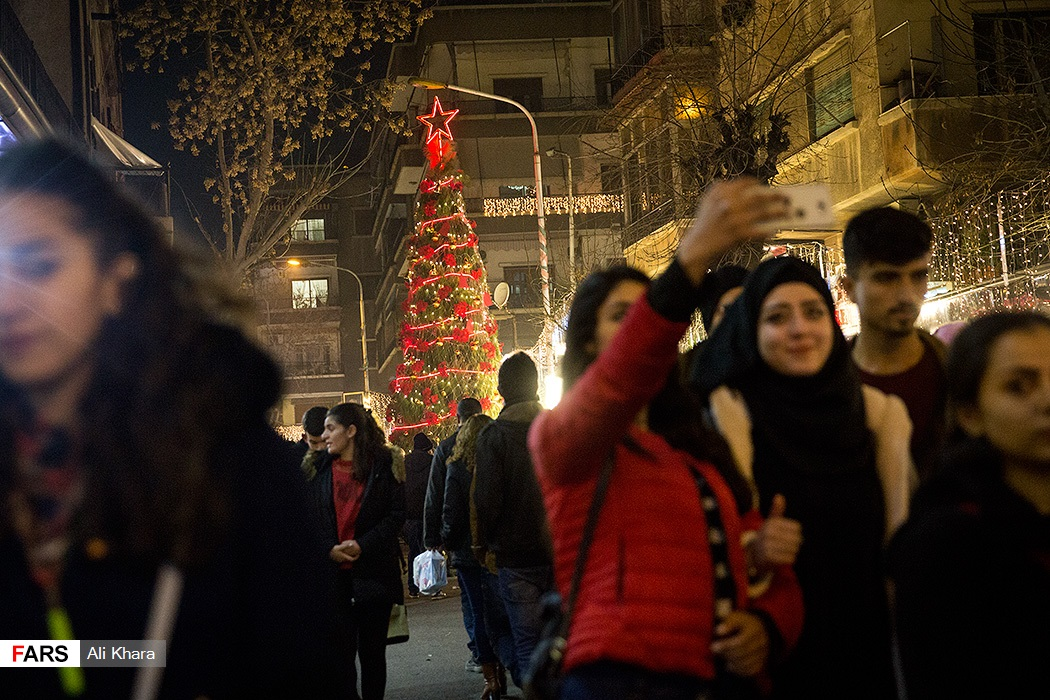
Weihnachten Dezember 2018 in Damaskus, neben christlichen auch muslimische Passanten

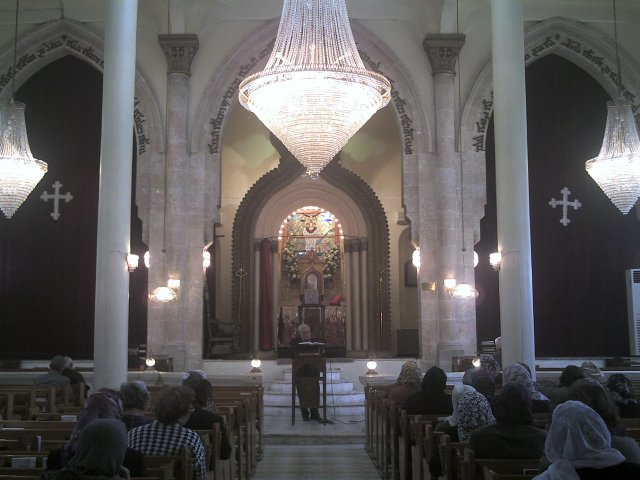
Gottesdienst in St.-Ephräm-der-Syrer-Kathedrale, Aleppo 2006

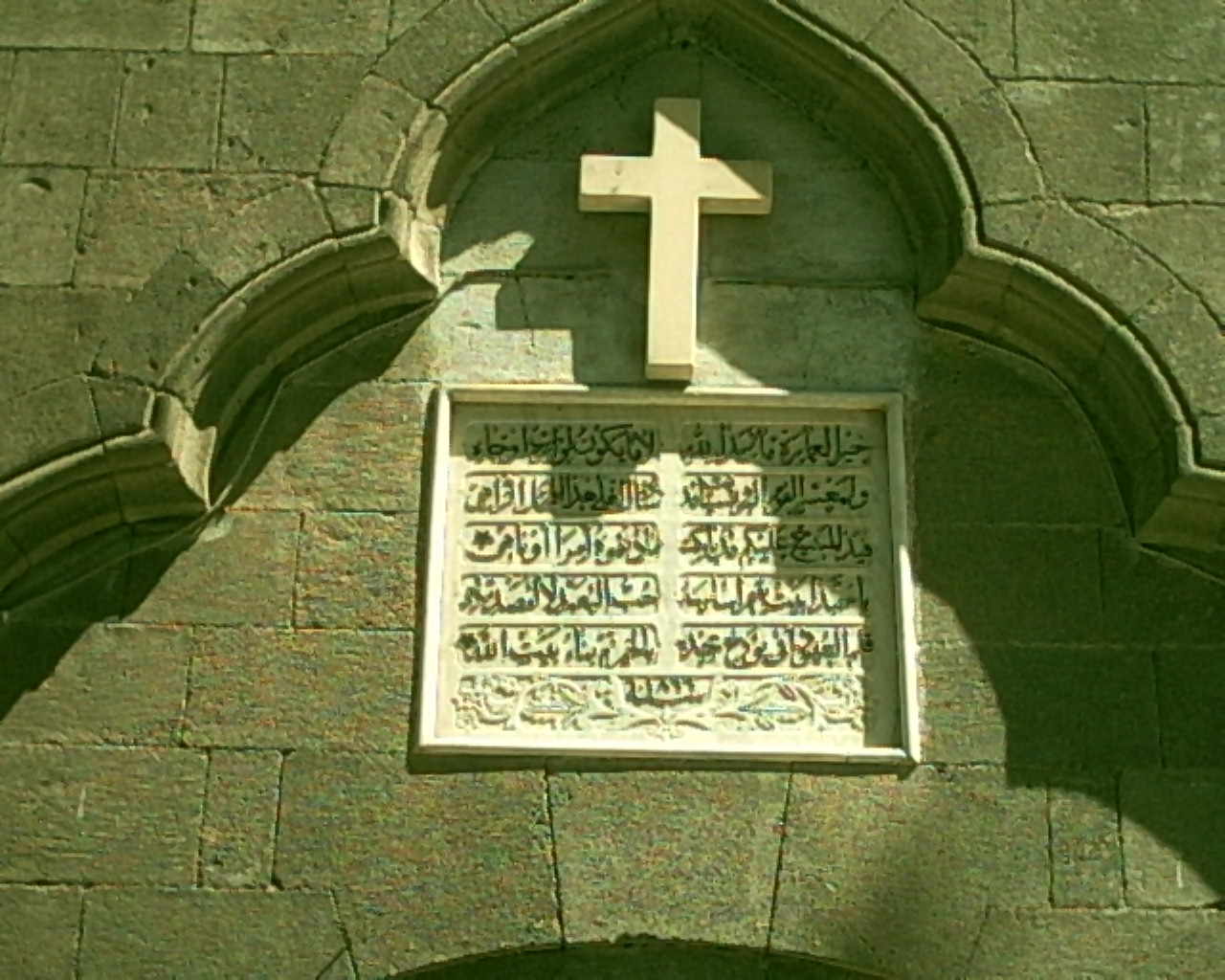
Muttersprache eines Großteils der Christen ist heute Arabisch, das meist auch Gottesdienstsprache ist

Das Christentum in Syrien hat eine sehr lange Tradition und ist bereits seit der Entstehungszeit des Christentums im vorderasiatischen Land präsent. Waren um 1900 noch über ein Viertel der Menschen im heutigen Syrien Christen, so lag der Anteil um 2010 mit etwa 1,8 Millionen nur noch bei rund einem Zehntel. Wegen des Bürgerkriegs in Syrien haben rund ein Viertel aller Syrer das Land verlassen, doch sind nach Schätzungen der Kirchen Syriens etwa die Hälfte der Christen oder sogar mehr außer Landes geflohen. Damit ist der Anteil der Christen in Syrien gegenüber den Muslimen noch kleiner geworden.
Bis zur Islamisierung des Landes im 7. Jahrhundert war Syrien mehrheitlich christlich. Es ist heute nach Religion und Kultur ein mehrheitlich sunnitisch-muslimisches Land mit alawitischen, christlichen und drusischen Minderheiten. Die große Mehrheit der Christen Syriens spricht als Muttersprache Arabisch und versteht sich als arabische Christen, was besonders für die Kirchen des byzantinischen Ritus, also die Griechisch-Orthodoxen und die melkitischen Katholiken gilt. Die syrischen Christen, die je nach Volksgruppe Aramäer, Assyrer oder Chaldo-Assyrer, zusammengefasst auch Suryoye genannt werden und traditionell Syrisch-Aramäisch sprechen, gehören einer Vielzahl unterschiedlicher Kirchen an. Eine weitere Gruppe von Christen sind die Armenier in Syrien, die mehrheitlich der armenisch-apostolischen Kirche angehören, zu kleineren Teilen aber katholisch oder evangelisch sind.

## Geschichte

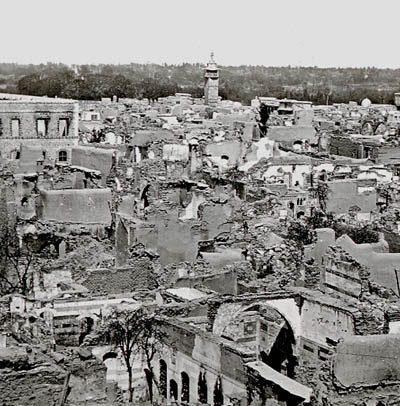
Das zerstörte christliche Viertel von Damaskus im Bürgerkrieg im Libanongebirge.

Die christliche Gemeinde auf dem Gebiet des heutigen Syrien ist eine der ältesten christlichen Gemeinschaften der Welt.
Es gibt keine Statistiken über die Zahl der syrischen Christen, die Opfer der arabischen Eroberung wurden. Chālid ibn al-Walīd war ein Anführer, der die Armeen der arabischen Muslime in den Irak und Syrien führte. Er ist auch in islamischen Büchern für Grausamkeit und Brutalität berüchtigt. Unter seinem Befehl erfolgte das Blutfluss-Massaker während der Schlacht von Ullais. In der spätosmanischen Herrschaft mussten die meisten syrischen Christen auswandern, zumeist zwischen den Jahren 1840 und 1845 vor dem Bürgerkrieg im Libanongebirge sowie ab 1914 vor dem Völkermord an den Assyrern durch das Osmanische Reich. Nach Ansicht des Geschichtswissenschaftlers Philip Hitti kamen etwa 900.000 Syrer allein zwischen 1899 und 1919 in den Vereinigten Staaten an (mehr als 90 % von ihnen waren Christen).
Die Vielzahl nebeneinander bestehender christlicher Konfessionen ist für Westeuropäer unübersichtlich und die Folge innerchristlicher Machtkämpfe vom 4. Jahrhundert bis in die Neuzeit. Nur wenige Abspaltungen waren ethnisch bedingt, die Mehrzahl ergab sich aus komplizierten theologischen Differenzen. Die syrischen Christen gehören allen vier Konfessionsfamilien des Christentums an, wobei das griechisch-orthodoxe Patriarchat von Antiochien die größte Kirche Syriens bildet:
|                        | „Hauptströmungs“- bzw. Reichskirche | Abspaltung | |
| Östliches Christentum  | (Byzantinisch-)Orthodoxe Kirchen („Griechen“), Zentrum: Konstantinopel | Altorientalische Kirchen („Miaphysiten“) | Kirchen der ostchristlichen Tradition in den Gebieten des früheren Byzantinischen (Oströmischen) Reichs oder den von dort aus christianisierten Ländern Ost- und Südosteuropas, des Nahen Ostens, Nord- und Ostafrikas, in der altkirchlichen Pentarchie die Gebiete der vier östlichen Patriarchate Konstantinopel, Alexandrien, Antiochien und Jerusalem.           |
| Westliches Christentum | Lateinische Kirche (römisch-katholisch), Zentrum: Rom | Protestantische Kirchen (Evangelische, Lutheraner, Reformierte, Anglikaner, u. v. a.) | Kirchen westeuropäischer Tradition, die auf dem lateinisch- oder germanischsprachigen Gebiet des ehemaligen Weströmischen Reichs und des Patriarchen („Papst“) von Rom (Patriarchat des Westens) entstanden, das heißt vor allem die römisch-katholische Kirche und die aus ihr hervorgegangenen evangelischen/protestantischen Kirchen der europäischen Reformation. |
|                        | Die seit römischer Zeit „offizielle“ Kirche blieb trotz heftiger Machtkämpfe zwischen den Patriarchen von Rom und Konstantinopel um die geistliche Oberherrschaft der Christenheit bis 1054 vereint. | Die heterodoxen Kirchen Syriens wurden während der byzantinischen Herrschaft teilweise verfolgt und erst nach der arabisch-islamischen Eroberung den anderen christlichen Gemeinschaften gleichgestellt. | |

Hinzu kommen in Syrien vor allem die keiner Konfessionsfamilie zugehörigen, aber kulturell den altorientalischen Kirchen verwandten assyrischen („nestorianischen“) Kirchen.
Die Konfessionsfamilien entstanden durch Abspaltungen von der, Ausschluss aus der und Teilung der „offiziellen“ katholisch-orthodoxen Reichskirche:
- Bereits 431 wurden beim Konzil von Ephesos die „Nestorianer“ durch die Reichskirche exkommuniziert. Sie vertraten die Ansicht, dass die göttliche und die menschliche Natur Christi zwei weitgehend getrennte Einheiten darstellen und Maria deshalb nicht als Gottesmutter, sondern nur als Mutter des menschlichen Jesus anzusehen sei. Die Nestorianer blieben mit dieser Ansicht -bis heute- in der Christenheit weitgehend allein und wurden anschließend von den staatlichen Autoritäten blutig verfolgt, sie konnten sich aber außerhalb der Reichsgrenzen in Persien und Mittelasien als Assyrische Kirche des Ostens etablieren. Ihr heutiges Verbreitungsgebiet ist der Irak, die südöstliche Türkei, Teile des Iran und eben Syrien.
- Beim Konzil von Chalcedon 451 wurden die vor allem in den Patriarchaten von Alexandrien (Ägypten) und Antiochien (Syrien) sehr starken Miaphysiten aus der Reichskirche ausgeschlossen, und zwar ungefähr wegen des genauen Gegenteils dessen, wofür 20 Jahre zuvor die Nestorianer gestraft wurden: sie sahen den göttlichen und den menschlichen Christus als nicht trennbare Einheit an, wobei die menschliche Natur hinter die göttliche zurücktritt. Die Reichskirche installierte gegen den Widerstand der Ortsgemeinden konzilstreue Bischöfe und Patriarchen, wodurch es zum ersten Mal zu rivalisierenden Ansprüchen auf die Patriarchenthrone von Antiochien und Alexandrien kam, da die unterlegenen miaphysitischen („altorientalischen“) Strömungen weiterbestanden. Bis heute gehören u. a. die koptische (ägyptische), äthiopische, eritreische, syrische, indische und armenische Kirche zu dieser Konfessionsfamilie.
- Weniger um theologische Differenzen, sondern mehr um den Anspruch um die Führung der Weltkirche ging es 1054 beim Auseinanderbrechen der Reichskirche in eine lateinisch-römisch und eine griechisch-byzantinisch dominierte Hälfte, dem (von Rom aus betrachtet) „Morgenländischen“ Schisma. Dieses nahm Rom zum Anlass, die vier östlichen Patriarchenthrone durch eigene, Rom als Oberherrn anerkennende, „lateinische“ Patriarchen zu besetzen. Da Rom in den meisten dieser Gebiete keinerlei politische Macht besaß, konnten diese Amtsträger Rom selten verlassen und residierten dort als weitgehend beschäftigungslose Titularbischöfe. Während der Kreuzzüge kam es allerdings vorübergehend zu umfangreichen Eroberungen orthodoxen Gebiets und zur tatsächlichen Machtübernahme der lateinischen Patriarchen, die mit dem Untergang der Kreuzfahrerstaaten aber wieder endete.
- Umfangreiche theologische und politische Kritik an der römischen Kirche führte im 15./16. Jahrhundert in Mittel- und Nordeuropa zur Spaltung der westlichen Christenheit durch die Reformation, aus der zahlreiche meist dezentral organisierte lutherische, calvinistische, anglikanische und sonstige Kirchen hervorgingen.

Zu weiterer Zersplitterung im Bereich der byzantinisch-orthodoxen und der altorientalischen Kirchen führte ab der frühen Neuzeit die Politik der römisch-katholischen Kirche, parallel zu den einheimischen Kirchen (und ihren eigenen, meist wenig erfolgreichen, westchristlich-lateinischen Bistümern vor Ort) „katholische“ Kirchen einzurichten, die heute so genannten Rom-unierten Kirchen. Diese unterscheiden sich von ihren gleichnamigen selbständigen Ursprungskirchen praktisch nur in der Tatsache, dass sie den Bischof von Rom als Oberhaupt der gesamten Christenheit anerkennen.
Diese Spaltungspolitik wurde im gesamten ostchristlichen Raum durchgeführt und eben auch im Bereich der heute in Syrien vertretenen Kirchen.

## Konfessionen
In Syrien sind vor allem die verschiedenen das altkirchliche Patriarchat von Antiochien beanspruchenden Kirchen bzw. deren Abspaltungen vertreten. Durch die Einflussnahme Roms sind praktisch alle Kirchen in einen eigenständigen und einen rom-unierten Zweig gespalten.
| Konfessions-/Traditionsfamilie         | Eigenständiger Zweig Sitz Oberhaupt                                                                                | Rom-unierter Zweig Sitz Oberhaupt | Ritus                | Liturgiesprache       | Anmerkung |
| Byzantinisch-Orthodoxe Tradition       | Griechisch-orthodoxe Kirche Marienkathedrale, Damaskus Patriarch Youhanna X. (seit 2012)                           | Melkitische Griechisch-Katholische Kirche (Melkiten, 1724) Mariä-Entschlafens-Kathedrale, Damaskus Patriarch Gregor III. Laham (seit 2000) | Byzantinischer Ritus | Arabisch              | „Melkiten“ („Königstreue“) war nach dem Konzil von Chalcedon die Bezeichnung für die Vertreter der Konzilsentscheidung, also die Partei der Reichskirche. Nach der Abspaltung eines pro-römischen Zweigs werden heute nur noch diese „griechisch-katholischen“ Christen als „Melkiten“ bezeichnet. Der orthodoxe Teil gehört zur Weltgemeinschaft der Orthodoxie. Beide Kirchen erheben den Anspruch, rechtmäßige Inhaber des Patriarchentitels von Antiochien zu sein. Der katholische Zweig behauptet dies außerdem für die Patriarchenthrone von Alexandrien und Jerusalem. |
| Altorientalische Tradition (Westsyrer) | Syrisch-orthodoxe Kirche („Jakobiten“) Ephraimkloster, Saidnaya Patriarch Ignatius Ephräm II. Karim (seit 2014)    | Syrisch-katholische Kirche (1662/1782) Mariä-Verkündigungs-Kathedrale, Beirut Patriarch Ignatius Joseph III. Younan (seit 2009)            | Westsyrischer Ritus  | Syrisch               | Zur Syrisch-Orthodoxen Kirche gehören vier Erzdiözesen in Syrien sowie weitere im Irak, der Türkei (Tur Abdin), im Libanon, in Jerusalem, Europa, Nordamerika und Australien sowie die Malankara Syrisch-Orthodoxe Kirche in Südindien. Beide Kirchen erheben den Anspruch, rechtmäßige Inhaber des Patriarchentitels von Antiochien zu sein. |
| Altorientalische Tradition (Westsyrer) | keine | Maronitische Kirche (Syrische Maroniten) Kloster Bkerke, Jounieh, Libanon Patriarch Béchara Pierre Raï (seit 2011)                         | Westsyrischer Ritus  | Syrisch, Arabisch     | Die im 7. Jh. von der syrisch-orthodoxen Kirche abgespaltenen Maroniten unterstellten sich 1182 geschlossen der Oberherrschaft Roms, es gibt keinen nicht-romtreuen Zweig. Auch diese Gemeinschaft erhebt Anspruch auf den Patriarchentitel von Antiochien. Die Maroniten sind im Libanon die größte christliche Gemeinschaft. |
| Altorientalische Tradition (Armenier)  | Armenische Apostolische Kirche, Katholikat von Kilikien Gregorkathedrale, Antelias, Libanon Aram I. (seit 1995)    | Armenisch-katholische Kirche (1740), Patriarchat von Kilikien Kloster Bzommar, Libanon Sedisvakanz (seit 2021)                             | Armenischer Ritus    | Klassisches Armenisch | Das vor allem durch die Armenische Diaspora getragene Armenische Christentum hat seit 1846 sogar auch einen protestantischen Zweig, die Armenisch-Evangelische Kirche mit Sitz in Jerewan und Beirut. |
| Lateinische (Römische) Tradition       | Lateinische Kirche, Apostolisches Vikariat Aleppo Franz-von-Assisi-Kathedrale, Aleppo Giuseppe Nazzaro (seit 2002) | Lateinische Kirche, Apostolisches Vikariat Aleppo Franz-von-Assisi-Kathedrale, Aleppo Giuseppe Nazzaro (seit 2002)                         | Lateinischer Ritus   | Arabisch              | Das katholische Christentum ist in Syrien nicht nur durch die diversen rom-unierten Ostkirchen vertreten, sondern auch durch die „westliche“ römische Kirche selbst. Das Lateinische Patriarchat von Antiochien wurde 1964 aufgehoben und der römische Anspruch auf diesen Patriarchentitel zurückgenommen. Allerdings sehen sich drei rom-unierte Kirchen weiterhin als rechtmäßige Vertreter der Kirche von Antiochien. |
| Assyrische Kirche (Ostsyrer)           | Assyrische Kirche des Ostens, Bistum Syrien Bischof Aprem Natniel                                                  | Chaldäisch-katholische Kirche, Bistum Aleppo Bischof Antoine Audo                                                                          | Ostsyrischer Ritus   | Syrisch, Arabisch     | Das auf das außerhalb der römischen Reichsgrenzen gelegene altchristliche Katholikat von Seleukia-Ktesiphon im damaligen Persien (heute Irak) zurückgehende ostsyrische „nestorianische“ Christentum gehört trotz theologischer Differenzen gemeinsam mit den Syrisch-Orthodoxen zu den Sprechern der aramäischen Sprachen. |

### Syrische Kirchen

Die Assyrische Kirche des Ostens ist praktisch nur in Nordostsyrien präsent. Hier die Kathedrale Unserer Lieben Frau in al-Hasaka

Eine besondere Gruppe stellen die Aramäer (auch Assyrer genannt). Sie erlitten 1915 durch osmanische Türken schwere Massaker. Die aramäische Sprache, Sprache Jesu und zugleich Kirchensprache der syrisch-orthodoxen, syrisch-katholischen, chaldäisch-katholischen, maronitischen und der Assyrischen Kirche des Ostens und bis ins siebte Jahrhundert in ganz Vorderasien weit verbreitet, hat heute in Syrien noch etwa 18.000 Sprecher; weitere leben im Irak und in der Diaspora. Große syrisch-orthodoxe Gemeinden findet man in Syriens Nordosten. Im Ort Maalula, an einem Berghang des Antilibanon, wird Westaramäisch als Muttersprache gesprochen; in diesem überwiegend christlichen Ort gibt es ein Kloster, das angeblich aus frühchristlicher Zeit stammt. Die Gläubigen der Assyrischen Kirche des Ostens, auch Apostolische Kirche des Ostens genannt, zählen etwa 30.000 und leben hauptsächlich entlang des Chabur im Nordosten. Sie sprechen meist das ostaramäische Turoyo.
Entlang des Chabur im Nordosten existiert auch die Chaldäisch-Katholische Kirche. Das Oberhaupt der Chaldäischen Katholiken ist Antoine Audo, Bischof von Aleppo in Nordsyrien. Rund 14.000 Gläubige bekennen sich in Syrien zu dieser Konfession.

### Melkitische griechisch-katholische Kirche

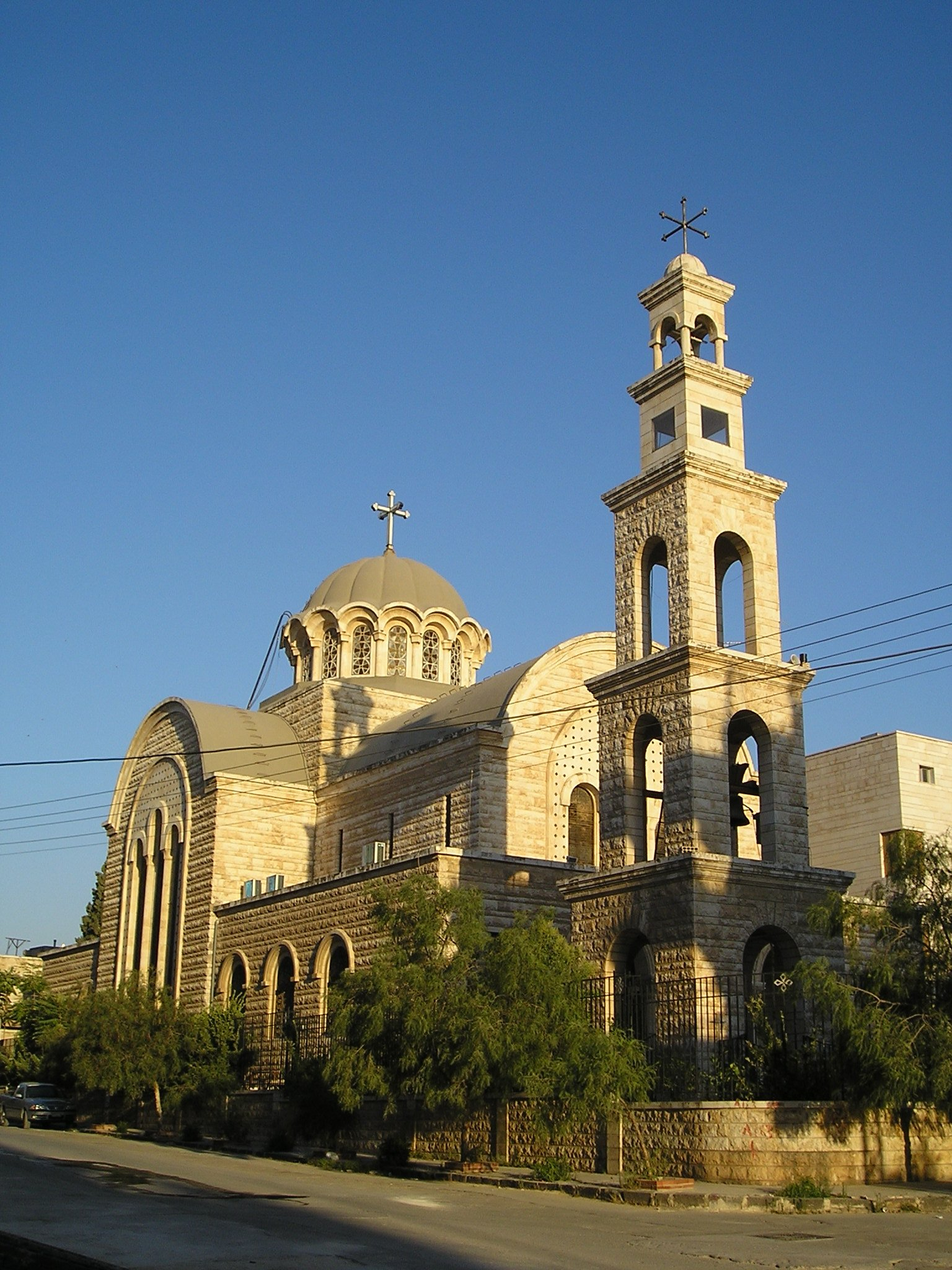
Griechisch-orthodoxe Georgskathedrale in Hama

Die Melkitisch-Katholische Kirche bildet eine der größten christlichen Gemeinschaften, die hauptsächlich im Landesinneren leben. Der Melkitische Patriarch von Antiochien, Gregor III. Laham, hat seinen Bischofssitz in Damaskus. Dem Patriarchen zugehörig sind die Erzeparchen Latakia, Aleppo, Bosra und Hauran und Homs.

### Armenische Kirche
Die wichtigste religiöse Konfession innerhalb der Christen sind die armenisch-apostolischen Christen, welche ethnisch hauptsächlich zu den Armeniern gezählt werden und welche ebenfalls nach Massakern der Osmanen im Jahr 1915 nach Syrien eingewandert sind.
Damals gehörte Syrien noch zum Osmanischen Reich.
Die Armenisch-apostolischen Christen stellen heute insgesamt 4 % der Bevölkerung. Die Liturgie- und Kirchensprache ist Armenisch.

## Klöster, Burgen und Kirchen
Ganz im Nordwesten Syriens weisen Ruinen von rund 700 frühbyzantinischen Siedlungen mit großen Kirchen- und Klosterbauten aus dem 4. bis zum 7. Jahrhundert auf eine einst blühende Kulturlandschaft und ein Zentrum der Gelehrsamkeit hin. Dieses heute verkarstete Kalksteinbergland heißt Land der toten Städte und gilt als eine Wiege des Christentums.
Ab 395 gehörte das Land zum oströmischen Reich. Die byzantinische Basilika des Simeonsklosters, arabisch Kalat Siman, 476 bis 490 erbaut, gehört zu den am besten erhaltenen Bauwerken der frühchristlichen Kunst. Hier wird an den Säulenheiligen Symeon Stylites den Älteren erinnert, der zu den christlichen Asketen gehörte und von 422 bis zu seinem Tod 459 betend, fastend und predigend auf einer Säule lebte.
Die Araber, die 636 das Byzantinische Reich am Jarmuk besiegt hatten, eroberten das Land. Das Land wurde nach und nach arabisiert und islamisiert.
Von 1098 bis 1268 gehörte der westliche Landesteil Syriens zum christlichen Kreuzritter-Fürstentum Antiochien. Der islamische Machthaber Saladin und seine Nachfolger unterhielten teils friedliche, teils kriegerische Beziehungen zu den christlichen Franken. Die Mamelucken eroberten 1291 schließlich die letzten fränkischen Besitzungen in Palästina und Syrien. Mehr als ein Dutzend zum Teil gut erhaltener Burgen und Schlösser erinnern an die Zeit der Kreuzzüge. Am besten erhalten ist die mächtige Befestigungsanlage Crac des Chevaliers. Sie gilt als Urtyp der Ritterburg, weithin sichtbar auf einem Berg gelegen, mit trutzigen Mauern, hohen Wehrtürmen an jeder Ecke, einen nahezu unüberwindlichen Burggraben, großen Pfeilerhallen im Inneren der Anlage, mit Rittersälen, unterirdischen Gewölben und Geheimgängen, mit tiefen Brunnenschächten und tristen Kerkern. Selbst Saladins List reichte nicht aus, den Crac zu erobern. Das schmälerte keinesfalls den Ruhm als „edler Ritter“.

## Kultur

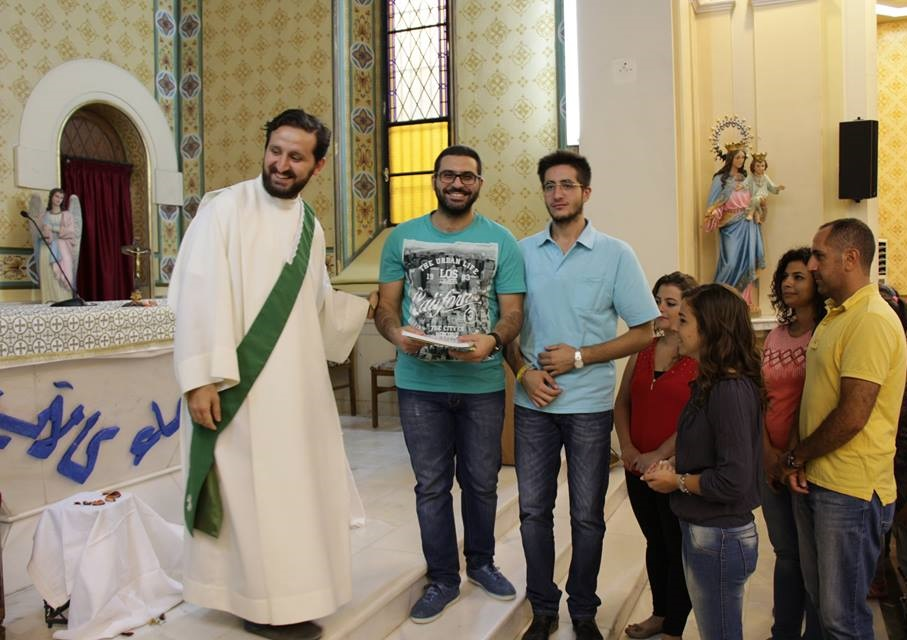
Syrische Christen in einer Kirche in Damaskus 2017

Die syrischen Christengemeinden gelten als konservativ, sodass wie bei Muslimen und Juden sexuelle Beziehungen außerhalb der Ehe für die meisten Christen in Syrien und der syrischen Gesellschaft im Allgemeinen nicht akzeptabel sind. Darüber hinaus gilt das Heiraten einer nichtchristlichen Person (im Besonderen eines Moslems) innerhalb der syrischen christlichen Gemeinschaft als eine große Sünde. Die syrisch-christlichen Familien beenden oft ihre Beziehungen zu ihrer Tochter oder ihrem Sohn, falls er oder sie einen Moslem heiratet, obwohl die Ehe mit einem Atheisten christlicher Abstammung kein Problem für die meisten syrischen Christen ist.

## Die Christen in den verschiedenen Regionen Syriens

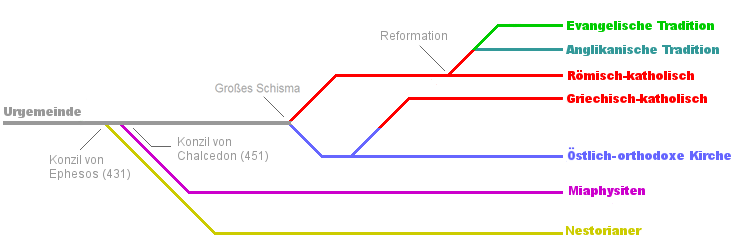
Überblick über die christlichen Konfessionsfamilien

Circa 10 % der Syrer sind Christen. Diese leben im Raum Damaskus, Homs, Aleppo und traditionell in ihren Dörfern. Die syrisch-orthodoxe Kirche (Jakobiten) bildet mit 60 % den größten Teil der in Syrien lebenden Christen, gefolgt von der griechisch-orthodoxen Kirche und melkitisch-katholischen Kirche. Der Rest verteilt sich auf die Assyrische Kirche des Ostens (Nestorianer), die Armenisch-Apostolische Kirche und die mit Rom unierte syrisch-katholische Kirche. Daneben gibt es noch sehr kleine verschiedene chaldäische, katholische und protestantische Minderheitengemeinden.

### Aleppo

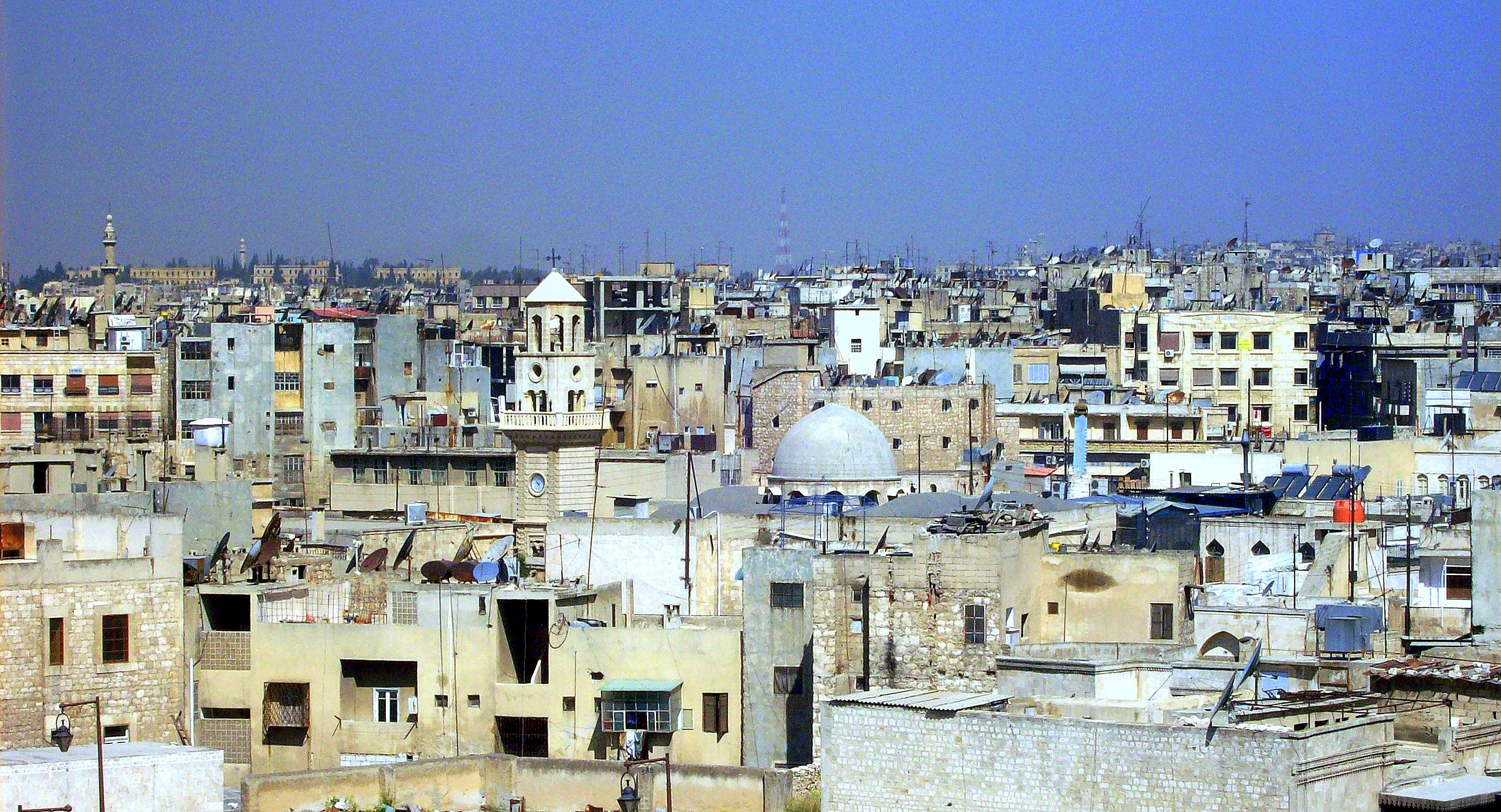
Al-Dschudaide (Aleppo) im Jahre 2010 (in der Mitte die beiden armenischen Kathedralen: links 40 Märtyrer, rechts Unsere Mutter der Erlösung)

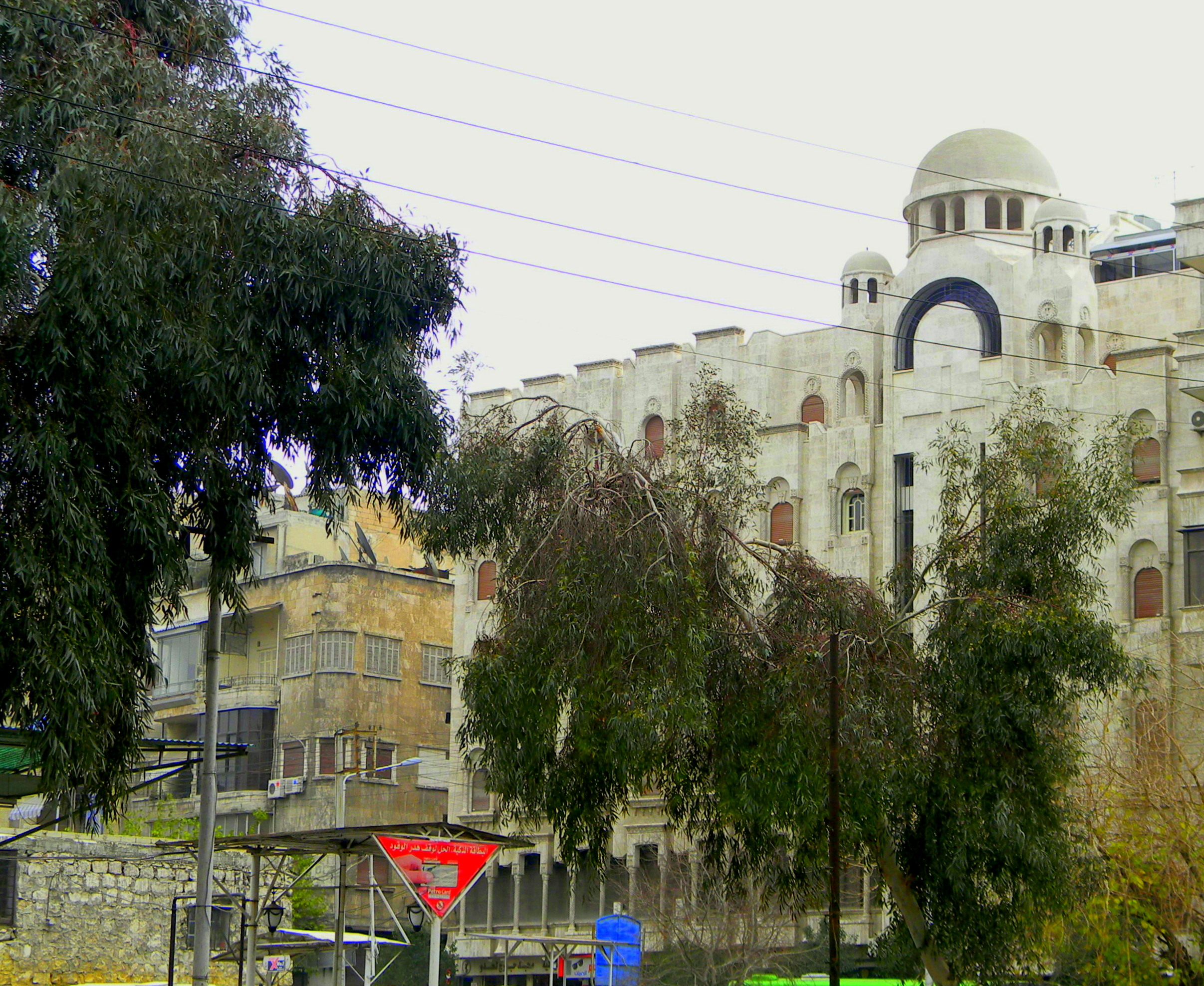
Die syrisch-orthodoxe St.-Ephräm-der-Syrer-Kathedrale, Sulaimaniyah (Aleppo), 2011

In Aleppo leben die Christen vor allem im christlichen Viertel Dschudaide (Jdeydeh). Hier befinden sich nebeneinander drei große Hauptkirchen: die griechisch-orthodoxe Kirche der Entschlafung Unserer Frau, die syrisch-katholische Kirche Sankt Assia die Weise und die armenisch-apostolische Vierzig-Märtyrer-Kathedrale mit der Zarehian-Schatzkammer im Gebäude der einstigen armenischen Heilige-Mutter-Gottes-Kirche. Eine weitere wichtige Kirche im Viertel ist die Sankt-Elias-Kathedrale der Syrisch-Maronitischen Kirche von Antiochien. Das Viertel Dschudaide mit seinen Kirchen wurde im Bürgerkrieg durch Kämpfe zwischen Islamisten und Regierungstruppen schwer verwüstet.
Das Alte Syrische Viertel (حي السريان القديم) und das Neue Syrische Viertel (حي السريان الجديد) nördlich des Stadtzentrums, die beide fast ganz christlich geprägt sind, entstanden durch Flüchtlingsbewegungen von Christen aus der heutigen Türkei, insbesondere durch das Massaker von Diyarbakır 1895 und später durch den Völkermord an den syrischen Christen (Sayfo). Im Alten Syrischen Viertel befinden sich unter anderem die syrisch-orthodoxe Kirche St. Georg und die armenisch-apostolische Jakobskirche.
Bis zum Ausbruch des Bürgerkrieges dürfte Aleppo die größte absolute Anzahl an Christen in Syrien gehabt haben, je nach Schätzung zwischen 150.000 und 250.000, von denen Ende 2016 nur noch 100.000 dort lebten. Kurz vor Weihnachten 2016 konnten die Islamisten aus Aleppo vertrieben werden, so dass das erste Weihnachtsfest nach fünf Jahren möglich war und in der Ruine der Sankt-Elias-Kathedrale Christi Geburt gefeiert wurde. Die schwer zerstörte armenische Vierzig-Märtyrer-Kathedrale wurde schnell wieder aufgebaut und am 30. März 2019 wiedereröffnet. Die orthodoxe Kirche der Entschlafung der Gottesmutter wurde 2017 von russischem Militär entmint, bevor mit Rekonstruktionsarbeiten begonnen wurde. Die Sankt-Elias-Kathedrale war noch im März 2020 eine Baustelle; ihr zerstörtes Dach war erst Ende 2019 wieder hergestellt. Die Kirche Mar Assia war dagegen auch 2020 noch zugemauert, da Geld für die Rekonstruktion fehlt. Allerdings konnte im April 2019 die katholische Heimgang-Mariens-Kathedrale der Melkitischen Griechisch-katholischen Kirche wiedereröffnet werden. Die Armenisch-Evangelische Kirche hat allein in Aleppo drei Kirchen, die Bethelkirche, die Immanuelkirche und die Märtyrerkirche. Von diesen wurde die Immanuelkirche am 17. Januar 2016 schwer beschädigt und nach Wiederaufbau erst am 2. Dezember 2018 wiedereröffnet.
Die syrisch-orthodoxen Assyrer sind in Aleppo erst seit der Flucht aus heute türkischen Gebieten vor dem Völkermord an den syrischen Christen präsent und leben zu großen Teilen im Viertel Sulaymaniyah, wo es aber auch Armenier und andere Christen gibt. Hier steht die syrisch-orthodoxe Sankt-Ephräm-der-Syrer-Kathedrale. Die griechische und die syrische orthodoxe Kirche erlitten im Bürgerkrieg auch einen schlimmen personellen Verlust, als ihre Erzbischöfe Gregorius Yohanna Ibrahim und Paul Yazigi im April 2013 mit Waffengewalt entführt wurden. Seitdem gibt es kein Lebenszeichen der beiden Geistlichen mehr. Auch die Chaldäer Aleppos leben überwiegend in Sulaymaniyah, wo die chaldäische Sankt-Joseph-Kathedrale von 1957 steht. Die Armenier des Stadtviertels haben seit 1982 die Kirche der Heiligen Muttergottes. Vor dem Bürgerkrieg wurde 2009 Aleppo als die Stadt Syriens mit der größten religiösen Vielfalt und mit den meisten unterschiedlichen Kirchen beschrieben. Im Stadtteil al-Midan ist neben der armenisch-katholischen Dreifaltigkeitskirche auch das Jesuitenkloster Deir Wartan von Bedeutung, das sich nach der Invasion der USA in Irak 2003 mehrere Jahre um irakische Flüchtlinge, später zusätzlich um syrische Binnenflüchtlinge kümmerte und im September 2012 zerstört wurde. Eine der größten Kirchen Aleppos ist die melkitische griechisch-katholische Kirche St. Georg im Stadtteil Sulaymaniya.

### Damaskus

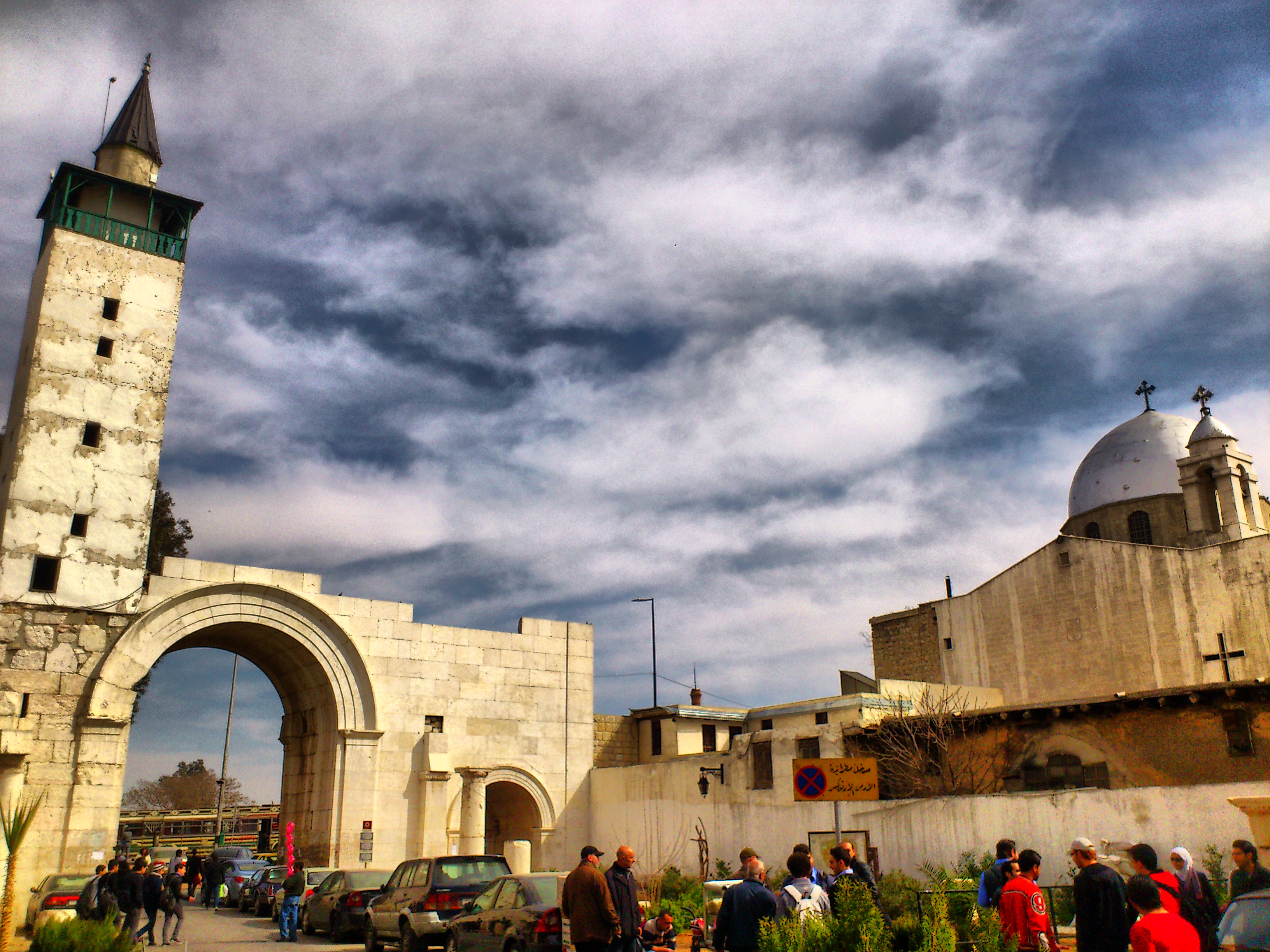
Bab Scharqi (Osttor von Damaskus) mit der armenischen Sankt-Sarkis-Kathedrale, 2013

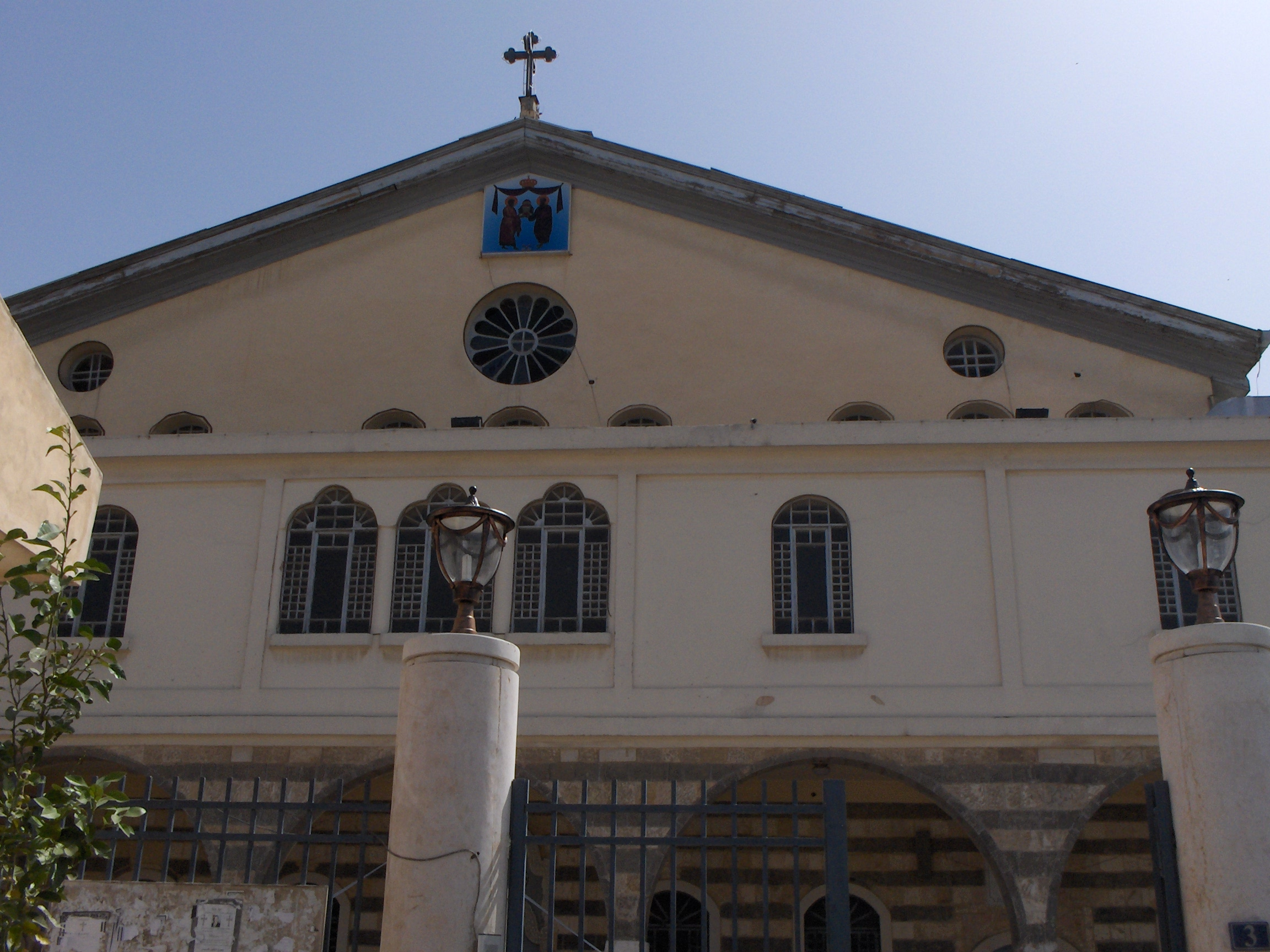
Griechisch-orthodoxe Mariamitische Kathedrale von Damaskus, 2010

Die Christen von Damaskus leben innerhalb der Altstadt insbesondere im nordöstlich gelegenen christlichen Viertel mit den Quartieren am Bāb Tūmā (Thomastor) im Nordosten mit der Georgskathedrale der Syrisch-Orthodoxen Kirche von Antiochien und der Sankt-Antonius-Kathedrale (Mar Antonios) der syrischen Maroniten sowie am Bab Scharqi (Osttor) mit der benachbarten armenisch-apostolischen Sankt-Sarkis-Kathedrale und der syrisch-katholischen Pauluskathedrale. Hier an der Geraden Straße beim Osttor von Damaskus hat auch die melkitische Griechisch-katholische Kirche ihren Sitz im Melkitischen Patriarchat von Antiochien mit der auch als Al-Zeitoun-Kirche bekannten Kathedrale der Entschlafung der Gottesmutter. Eine der ältesten Kirchen der Welt ist die an der Geraden Straße um das Jahr 200 errichtete Mariamitische Kathedrale von Damaskus der Griechisch-Orthodoxen Kirche in der Nähe des römischen Triumphbogens in der Mitte der Altstadt.
Damaskus spielt als biblischer Ort für das Christentum in Syrien eine besondere Rolle. Über Erlebnisse des Paulus von Tarsus in dieser Stadt wird im 9. Kapitel der Apostelgeschichte des Lukas berichtet. Mehrere Orte in Damaskus sind deswegen heute Pilgerstätten, Kirchen oder Kapellen. Am angenommenen Ort des Damaskuserlebnisses des Paulus (Apg 9,3–9 ) in Tabbaleh, einst vor den Toren der Stadt, heute aber ein überwiegend von Christen bewohnter Stadtteil von Damaskus, wurde 1971 die römisch-katholische Bekehrung-Pauli-Kirche eingeweiht. Als Heiliger von Bedeutung ist aber auch Hananias von Damaskus, der von Gott den Auftrag erhielt und befolgte, Saulus (Paulus) im Haus des Judas an der Geraden Straße aufzusuchen (Apg 9,11 ). Das Haus des Hananias in der Altstadt nahe dem Bāb Tūmā ist heute ebenfalls römisch-katholische Kirche und Pilgerstätte. Zudem ist das südöstliche Stadttor Bab Kisan, wo Paulus im Korb zur Flucht aus Damaskus herabgelassen worden sein soll (Apg 9,25 ), seit 1939 die Pauluskapelle der melkitischen griechisch-katholischen Kirche. Ein weiterer Heiliger mit großer Bedeutung in Damaskus ist Johannes der Täufer, dessen Haupt am Ort der heutigen Umayyaden-Moschee begraben sein soll. Deswegen stand hier von Ende des 4. Jahrhunderts bis kurz nach 700 die christliche Basilika Johannis des Täufers. 70 Jahre nach der islamischen Eroberung von Damaskus 636 wurde sie schließlich die heutige Moschee. Auch die Umayyaden-Moschee beansprucht, in ihrem Johannes-Schrein Johannis Haupt zu verwahren, das aber nach muslimischer Auffassung erst bei den Bauarbeiten an der Moschee um das Jahr 706 gefunden wurde. 2001 besuchte Papst Johannes Paul II. die Moschee mit der Reliquie und somit als erster Papst überhaupt eine Moschee. Für die griechisch-orthodoxe Kirche ist schließlich auch der in Damaskus unter dem Kalifen Muʿāwiya I. geborene Johannes von Damaskus ein wichtiger Heiliger, dessen auf Griechisch und Aramäisch (Syrisch) verfassten Texte bis heute gelesen werden. Ihm ist eine Kirche nahe der Mariamitischen Kathedrale geweiht, die Kirche des Heiligen Johannes von Damaskus.
Die größte Kirche der in Damaskus stark vertretenen melkitischen griechisch-katholischen Kirche ist die 1975 fertiggestellte Kirche Unserer Frau von Damaskus im nordöstlichen Stadtteil al-Qusur.
Im Bürgerkrieg in Syrien waren die Viertel der Altstadt von Damaskus insbesondere in den Jahren 2013 und 2014, aber auch noch Anfang 2018 dem Beschuss islamistischer Rebellen ausgesetzt, bis die bewaffnete Opposition im April 2018 ihre Hochburg im östlichen Ghuta bei Damaskus verlor.

### Homs
Eine starke christliche Bevölkerung hat auch Homs, doch mussten wegen des Bürgerkriegs auch hier viele Christen fliehen. Hier gibt es vier Kathedralkirchen: Die griechisch-orthodoxe Kirche hat als Homser Bischofssitz die Vierzig-Märtyrer-Kathedrale, die im Bürgerkrieg schwerste Beschädigungen erlitt und sich noch immer im Wiederaufbau befindet. Sehr viel älter ist die im 5. Jahrhundert erbaute, ebenfalls griechisch-orthodoxe Kirche Sankt Elian nahe dem Stadttor nach Palmyra, die den Krieg ohne Zerstörungen überstand. Die historische, möglicherweise bis auf das erste Jahrhundert zurückgehende Sankt-Marien-Kirche des Heiligen Gürtels, Kathedrale der syrisch-orthodoxen Kirche von Antiochien, wurde 2012 schwer beschädigt, doch nach Instandsetzungsarbeiten 2014 wiedereröffnet. Der Bischofssitz der syrisch-katholischen Kirche ist in der Heilig-Geist-Kathedrale (Homs), die ebenfalls im Krieg schwer beschädigt und ab 2015 restauriert wurde. Die Kathedrale Maria Königin des Friedens der melkitischen griechisch-katholischen Kirche diente von 2011 bis 2014 als Rebellenhauptquartier und wurde schwer beschädigt, aber in den Jahren von 2016 bis 2019 restauriert.

### Latakia
Die Hafenstadt Latakia mit ihren etwa 10 % Christen der syrisch-orthodoxen, syrisch-katholischen und griechisch-orthodoxen Kirche blieb im Bürgerkrieg weitgehend von Kriegshandlungen verschont und nahm während des Bürgerkriegs viele christliche Flüchtlinge aus Nordwestsyrien wie etwa aus Aleppo oder dem armenisch geprägten Kessab auf. Hier befinden sich drei Kathedralkirchen: die griechisch-orthodoxe Georgskathedrale, die melkitische Mariä-Verkündigungs-Kathedrale und die maronitische Frauenkirche. Wesentlich älter ist die armenische Kirche der Heiligen Muttergottes, noch mehr aber zwei griechisch-orthodoxe Kirchen: die Nikolauskirche aus dem 6. Jahrhundert und die vor dem 8. Jahrhundert erbaute Kirche der Heiligen Jungfrau. Mit der Herz-Jesu-Kirche ist auch die lateinische Kirche präsent, ebenso auch die Presbyterianische Kirche Latakia der Nationalen Evangelischen Synode.
Ein Teil der Christen Latakias konzentriert sich auf die Wohngegend um die inoffiziell auch als „Amerikastraße“ (شارع الأميركان) bekannte Mutanabbi-Straße (شارع المتنبي), wo sie die Mehrheit bilden. Diese Gegend – grob die westliche Hälfte des Stadtgebiets von Latakia innerhalb der Stadtgrenzen von 1936 – wird nach einer von Missionaren aus den USA gegründeten protestantischen Schule auch als „Amerikaviertel“ bezeichnet. Diese Namensgebung darf nicht darüber hinwegtäuschen, dass die christlichen Kirchen und die Christen in Syrien in ihrer großen Mehrheit die Politik der USA gegenüber Syrien und dem Nahen Osten ablehnen.

### „Tal der Christen“ (Wadi an-Nasara)

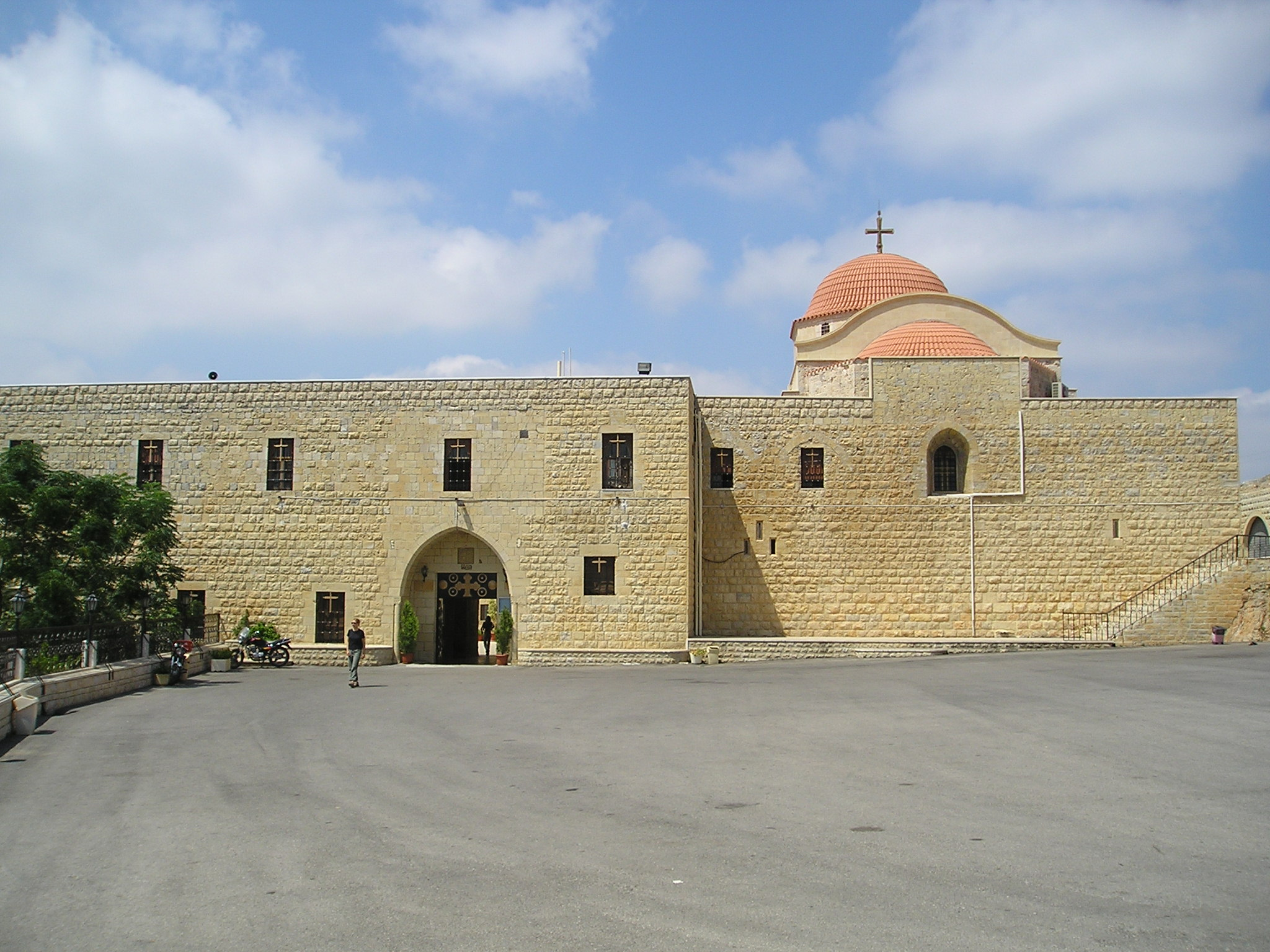
griechisch-orthodoxes Sankt-Georgs-Kloster im Wadi an-Nasara (Tal der Christen)

Ein Zentrum des Christentums in Syrien, insbesondere für die griechisch-orthodoxe Kirche von Antiochien, ist Wadi an-Nasara, deutsch „Tal der Christen“, im Westen Syriens nahe der Nordgrenze Libanons, wo in 27 nahezu in Gänze christlichen Dörfern etwa 150.000 syrische Christen leben. Hier fanden während des Bürgerkrieges zahlreiche christliche Flüchtlinge aus Homs, Aleppo und anderen Regionen Zuflucht, so dass die Bevölkerung zeitweise auf 400.000 Menschen anstieg. In Humaira bei Marmarita steht hier das griechisch-orthodoxe Sankt-Georgs-Kloster (Deir Mar Georges).

### Region von Palmyra
Die Stadt al-Qaryatain südwestlich der Stadt Tadmur mit der Ruinenstätte Palmyra ist mehrheitlich von sunnitischen Muslimen, daneben aber auch von vielen Christen bewohnt. Nahe bei al-Qaryatain stand das aus dem 5. Jahrhundert stammende syrisch-katholische Kloster Mar Elian, das lange Zeit verlassen war und 2007 von Mönchen aus dem im Anti-Libanon gelegenen Kloster Dair Mar Musa al-Habaschi wiederbelebt wurde. Unter dem Prior Jacques Mourad diente das Kloster auch als Ort des Dialogs zwischen Muslimen und Christen. Im Bürgerkrieg blieb von dem Kloster, das seit 2011 etliche Flüchtlinge – mehrheitlich Muslime – aufgenommen hatte, nach der Besetzung und mutwilligen Zerstörung durch die Terrormiliz Daesch (IS) von August 2015 bis April 2016 nur ein Trümmerhaufen übrig.

### Qalamun-Gebirge

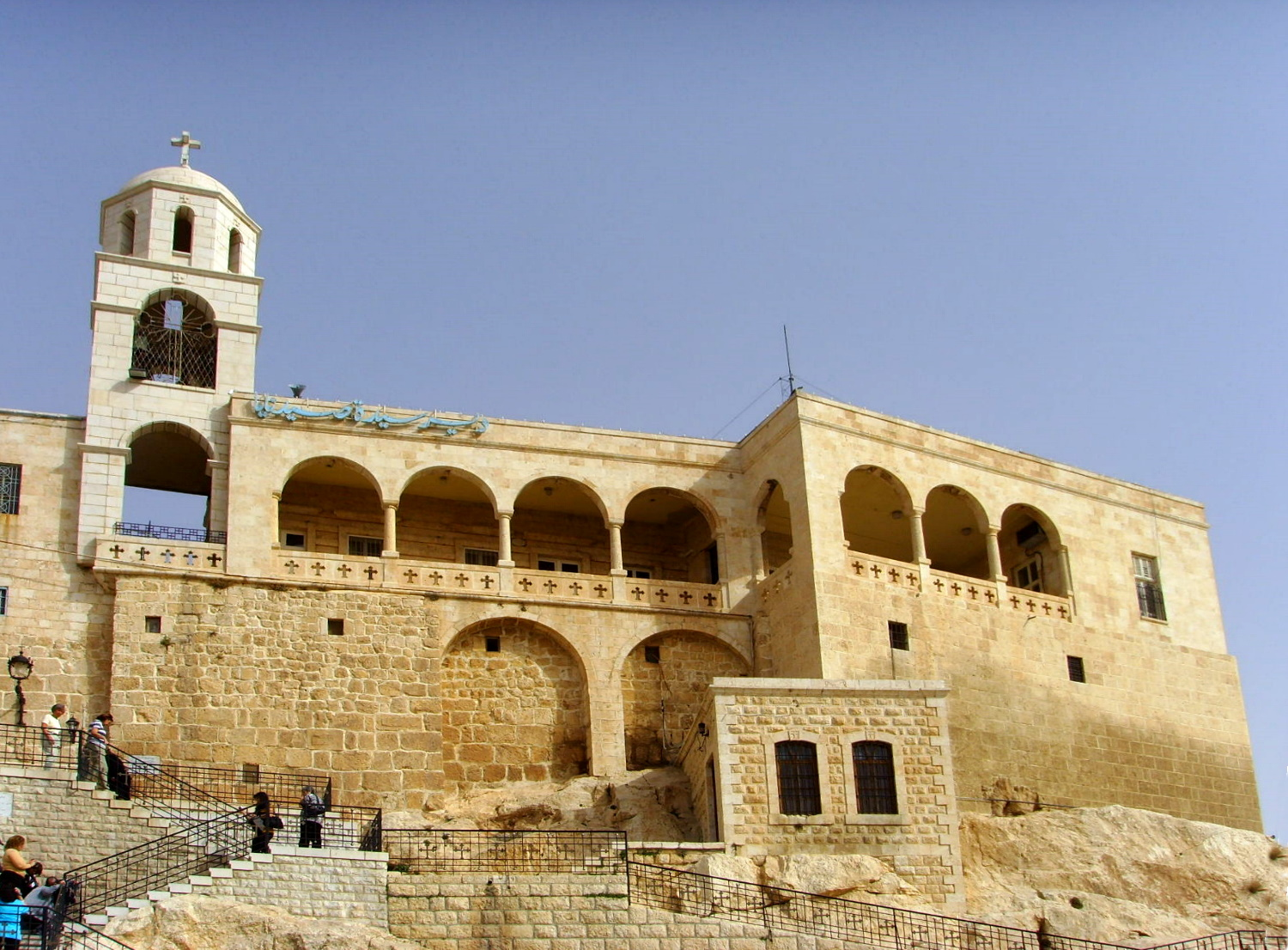
Kloster Unserer Lieben Frau von Saidnaya im Qalamun-Gebirge

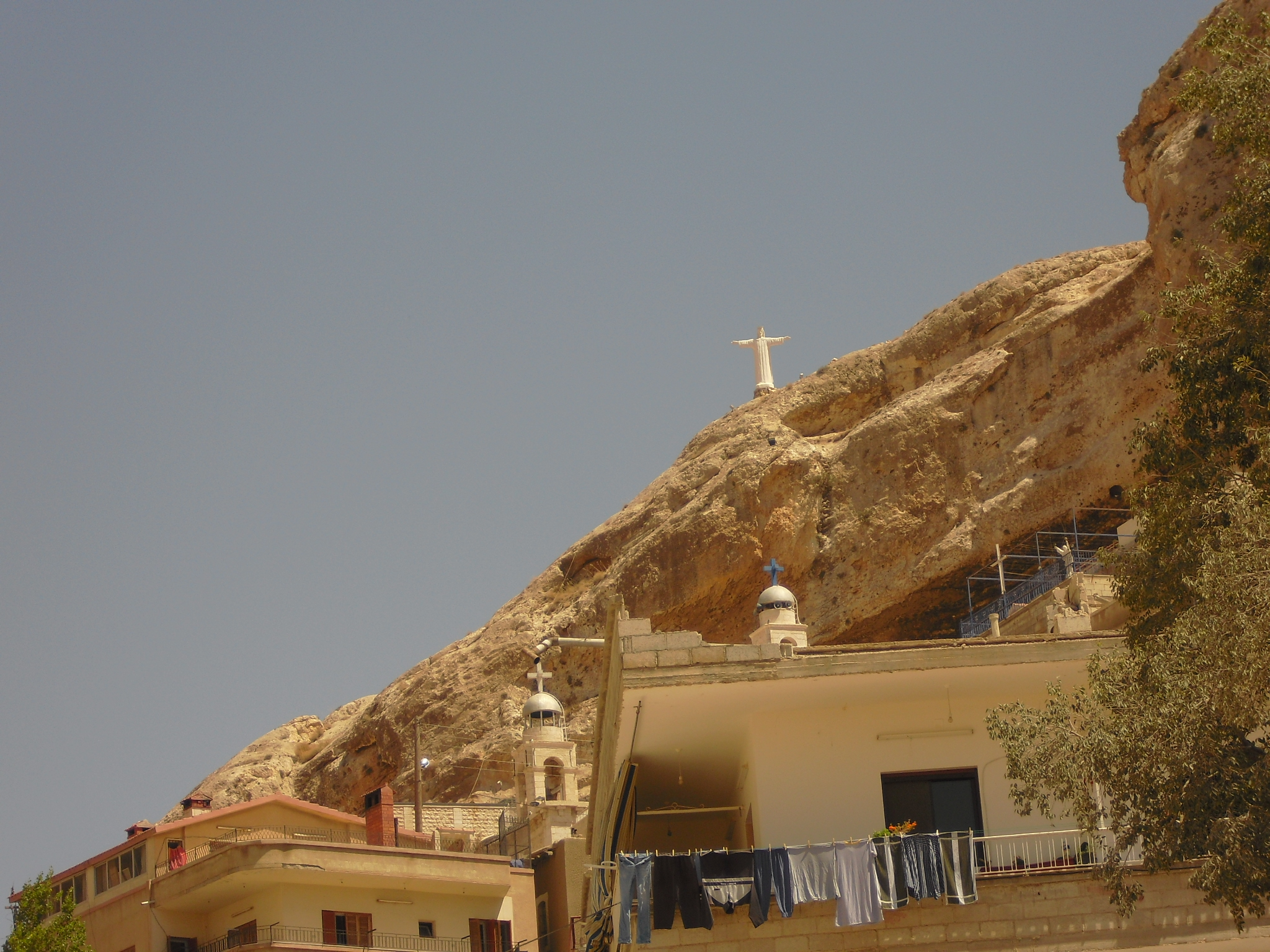
Christus-Statue über der Ortschaft Maalula im Qalamun-Gebirge

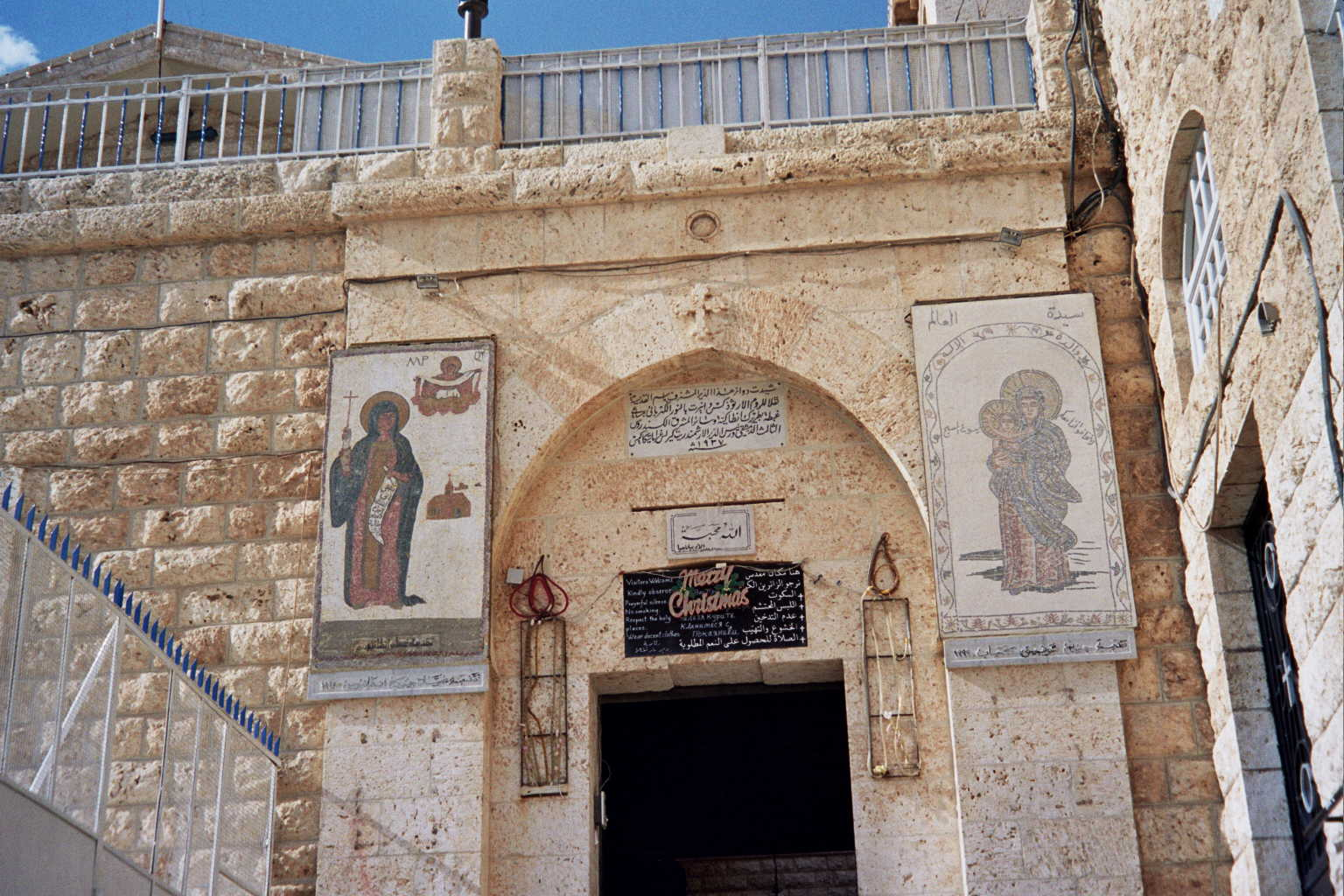
Eingang zum melkitischen Kloster der Heiligen Sergius und Bacchus

Eine große symbolische Bedeutung für die Christen in Syrien hat das zu rund 90 % syrisch-orthodoxe Sadad am Nordrand des Qalamun-Gebirges, wo am 15. Oktober 2015 hunderte christliche Milizionäre aus ganz Syrien unter Leitung des Sadader Bürgermeisters Suleiman Khalil ohne Unterstützung der syrischen oder der russischen Armee Angreifer der islamistischen Terrororganisation Daesch (IS) zurückschlugen.
Weiter südlich im Qalamun-Gebirge, 27 km nördlich von Damaskus, liegt die ebenfalls mehrheitlich christliche, überwiegend griechisch-orthodoxe Stadt Saidnaya. Hier wurde am 14. Oktober 2013 eine 12,3 m hohe, mit Sockel 32 m hohe Jesus-Statue aufgestellt, die als höchste derartige Statue im Nahen und Mittleren Osten gilt. Bei Saidnaya befindet sich eines der ältesten Klöster der Welt, das griechisch-orthodoxe Kloster Unserer Lieben Frau von Saidnaya.
Abgesehen von den überwiegend nach dem Völkermord an den Armeniern Anfang des 20. Jahrhunderts nach Syrien gelangten Armeniern in Syrien, unter denen oft noch Westarmenisch verwendet wird, sprechen die Christen in den hier bisher aufgeführten Orten als Muttersprache und Umgangssprache durchweg Arabisch, auch wenn sich nicht alle als Araber, sondern je nach Kirche und Herkunft auch als Aramäer, Assyrer oder Maroniten verstehen. Aramäische Sprachen haben sich bis 2011 nur in einzelnen Dörfern im Südwesten sowie im Nordosten Syriens gehalten.
Im Qalamun-Gebirge, das zum Antilibanon gehört, wurde bis zum Bürgerkrieg noch in drei letzten Ortschaften Westaramäisch gesprochen. Von diesen drei Orten ist jedoch nur Maalula überwiegend christlich, jeweils zu etwa gleichen Teilen melkitisch griechisch-katholisch und griechisch-orthodox. Das melkitische Kloster der Heiligen Sergius und Bacchus oberhalb Maalulas wurde bereits im 4. Jahrhundert gebaut und ist somit eines der ältesten Klöster der Welt, während das griechisch-orthodoxe Kloster der Heiligen Thekla im Ort Maalula 1935 fertiggestellt wurde. Maalula war von Dezember 2013 bis April 2014 unter der Kontrolle islamistischer Rebellen der Al-Nusra-Front und wurde zu großen Teilen zerstört. Fast die gesamte christliche Bevölkerung floh, und bis Mai 2019 war nur etwa ein Drittel zurückgekehrt. Inzwischen soll das Aramäische nur noch von etwa einem Fünftel der aus Maalula stammenden Bevölkerung aktiv gesprochen werden. Das überwiegend sunnitisch-muslimische und nur zu einem kleineren Anteil noch christliche, griechisch-orthodoxe aramäische Dorf Bacha’a (arabisch as-Sarcha) wurde im Krieg völlig zerstört, und niemand ist bisher zurückgekehrt.

### Der Nordosten

Ansicht von al-Malikiya, in der Mitte syrisch-orthodoxe Kirche im Rohbau, 2008

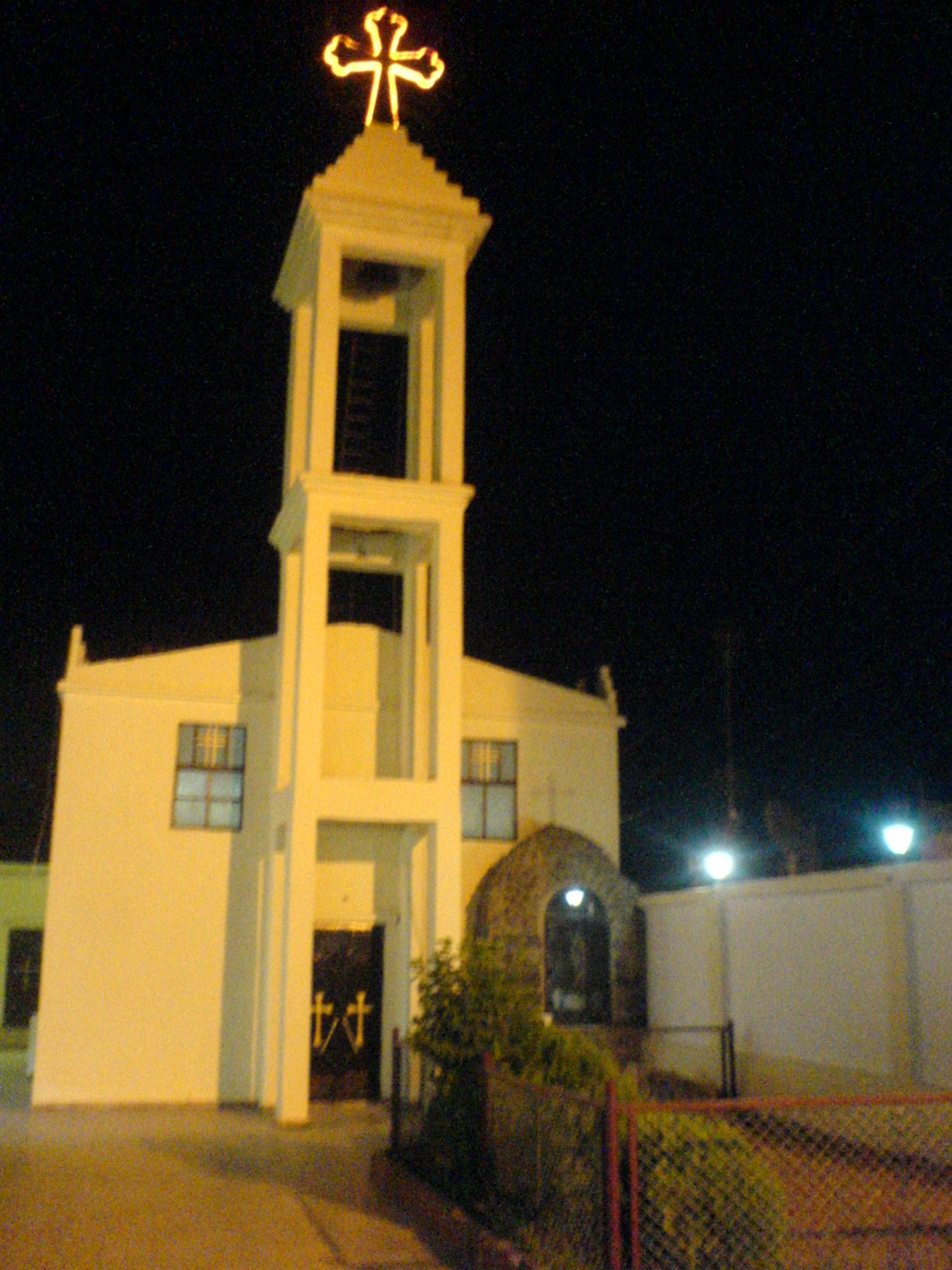
Chaldäische Kirche von al-Malikiya, 2008

Das Gouvernement al-Hasaka im Nordosten Syrien war die Provinz mit dem höchsten Anteil an Christen, die hier um das Jahr 2010 etwa 20 bis 30 % der Bevölkerung ausmachten. Von den hier lebenden rund 100.000 bis 120.000 Christen waren etwa 10 % Armenier mit meist westarmenischer Muttersprache, die übrigen dagegen als Aramäer und Assyrer Angehörige der verschiedenen syrischen Kirchen, die in der Regel noch einen der ostaramäischen Dialekte sprechen und als Schrift- und Liturgiesprache das ostaramäische Syrische benutzen. Ein Großteil dieser Christen – Armenier wie Aramäer und Assyrer – stammen von Flüchtlingen ab, die nach dem Ersten Weltkrieg auf der Flucht vor dem Völkermord an den syrischen Christen und an den Armeniern aus heute zur Türkei gehörenden Regionen hierher gelangten. Die Ansiedlung der Flüchtlinge führte auch zur Gründung neuer Bistümer mit ihren Kathedralen: in al-Qamischli die armenisch-katholische Kathedrale St. Josef und in al-Hasaka die syrisch-orthodoxe Georgskathedrale und die syrisch-katholische Mariä-Himmelfahrt-Kathedrale. Die größten Gruppen bildeten Flüchtlinge aus der Provinz Hâkkari und aus dem Tur Abdin, die das ostaramäische Turoyo mitbrachten. Viele Christen flohen 1933 bis 1936 nach dem Massaker von Semile aus dem Irak und wurden von den Franzosen mit Unterstützung des Völkerbundes in Tell Tamer am Chabur nordwestlich von al-Hasaka angesiedelt. Hier entstanden die 35 Dörfer der Chabur-Assyrer. Vor der Ankunft der Flüchtlinge war die Region nur wenig besiedelt, überwiegend von muslimisch-arabischen Beduinen. Durch die Ansiedlung der Christen wurden Ortschaften wie al-Hasaka, al-Qamischli und al-Malikiya zu Städten, in denen in der Mitte des 20. Jahrhunderts die Christen die Mehrheit bildeten. Dies änderte sich in den 1960er Jahren, als die Großgrundbesitzer enteignet und die Ländereien an meist muslimische, oft kurdische Kleinbauern verteilt wurden. Ein Großteil der Christen verließ die Dörfer und ließ sich in den Städten nieder. Die muslimische Bevölkerung wuchs jedoch auch hier schneller, so dass sie um das Jahr 2000 auch in den Städten die Mehrheit bildete.
Im Bürgerkrieg war ab 2013 die Terrororganisation Daesch (IS) in der Region zunehmend erfolgreich und eroberte Mitte 2013 ar-Raqqa, Hauptstadt des benachbarten Gouvernements. Trotz heftiger Gegenwehr der assyrischen und kurdischen Milizen nahmen die gut finanzierten und schwer bewaffneten Daesch-Kämpfer Ende Februar 2015 alle christlich-assyrischen Dörfer am Chabur ein. Ein Großteil der Bevölkerung konnte fliehen, doch waren mehrere hundert Christen als Geiseln direkt dem Terror von Daesch ausgesetzt. In den Dörfern, von denen manche nur wenige Wochen in der Hand der Terrororganisation waren, wurden sämtliche Kirchen gesprengt und alle Wohnhäuser zerstört. Am 27. Februar 2015 gab es in keinem der 35 assyrischen Dörfer am Chabur noch christliche Bewohner. Ein erheblicher Teil der Flüchtlinge ging ins Ausland, und auch nach der Vertreibung der Islamisten – am Chabur in Kämpfen von Mai bis August 2015 – sind nur sehr wenige zurückgekehrt. In den meisten Orten ist die christliche Bevölkerung um über die Hälfte zurückgegangen, und die Dörfer am Chabur sind zu großen Teilen menschenleer. Tell Tamer ist 2019 mit etwa 400 von ehemals 3000 christlichen Bewohnern das einzige Dorf, in dem noch mehr als 100 Christen leben. In diesen Ort, der auch Stützpunkt einer christlichen Fraueneinheit des Militärrats der Suryoye (Assyrer) ist, sind laut einem Bericht von Ende 2019 nur assyrische Christen zurückgekehrt, von den anderen Bewohnern – kurdischen und arabischen Muslimen – dagegen niemand. Insgesamt lebten 2018 in den Dörfern am Chabur von ehemals 10.000 assyrischen Christen noch etwa 900, und nur in einer Kirche gab es noch regelmäßige Gottesdienste.
Seit 2014 sind Teile des Gebiets unter der Kontrolle der kurdischen Volksverteidigungseinheiten (YPG), die zu den Demokratischen Kräften Syriens gehören, und Teil des Kurdengebiets Rojava, das politisch von der Partei der Demokratischen Union (PYD, Teil des Nationalen Koordinationskomitees für Demokratischen Wandel) geführt wird. Anders als in den von islamistischen Rebellen beherrschten Gebieten konnten sich die syrischen Christen mit den säkular ausgerichteten Kräften arrangieren und auch Bündnisse eingehen. So wurde mit Unterstützung der YPG ab Mitte 2013 die christliche aramäisch-assyrische Miliz Sutoro aufgestellt und im Kampf gegen die Islamisten eingesetzt. Ab Januar 2014 beteiligte sich auch der Militärrat der Assyrer (MFS) an den Kämpfen der YPG gegen die Islamisten. Von der Miliz Sutoro zu unterscheiden ist die ebenfalls in Nordostsyrien angesiedelte christliche Miliz Sootoro, die an der Seite der Regierungsarmee kämpft. Durch die türkische Militäroffensive in Nordsyrien 2019 sehen sich nunmehr die Christen im Nordosten Syriens der Verfolgung durch die türkische Armee und ihre islamistischen Verbündeten ausgesetzt und äußern die Befürchtung, dass bald keine Christen mehr in der Region leben können.
Konflikte gibt es allerdings auch innerhalb der Demokratischen Kräfte Syriens, wobei ein Streitthema die Bildung ist. Während in staatlichen Schulen der Syrischen Arabischen Republik im Rahmen des Arabischen Nationalismus keine Minderheitensprachen vorgesehen waren, wird in Rojava nicht nur Kurdisch, sondern für Assyrer auch das aramäische Syrisch (Syriakisch) als Fach und als Unterrichtssprache verwendet. Unter der Baath-Partei wurde (und wird) Syriakisch nur an kirchlichen Schulen unterrichtet, und das nur als Fach insbesondere als historische und Liturgiesprache, denn Arabisch ist von Staats wegen als allgemeine Unterrichtssprache (in den anderen Fächern) vorgeschrieben. Syriakisch erfreut sich unter Christen in al-Qamischli und al-Hasaka zunehmender Beliebtheit. Zu Streit kommt es allerdings wegen der Lehrpläne in Rojava, für die ein stark auf die kurdische Geschichte und Kultur ausgerichtetes Programm vorgesehen ist, dem assyrische Vertreter auch Geschichtsfälschungen vorwerfen. Ebenso wurden assyrische Schulen bei der Finanzierung in Rojava benachteiligt. 2018 kam es zur Schließung kirchlicher Schulen, die nach einem eigenen Lehrplan vorgehen wollten. Die Christen der Region wehren sich auch gegen eine Zurückdrängung der arabischen Sprache und eine Isolation vom Rest des Landes. Der Vertreter des Bildungsrats verwies darauf, dass in Rojava Privatschulen eigene Lehrpläne, jedoch keine der Regierung der Baath-Partei verwenden dürften, und die geschlossenen christlichen Schulen hätten Lehrpläne aus Damaskus verwendet und Syriakisch (Assyrisch) nicht einmal in ihrem Programm gehabt. Alle drei Sprachen (Kurdisch, Arabisch, Assyrisch) seien als Unterrichtssprache in Rojava zugelassen. Vor dem Hintergrund dieser Spannungen wurde die Syrisch-Arabische Armee bei ihrem Einmarsch in al-Qamischli im Oktober 2019 von Christen der Stadt gefeiert, wobei gleichzeitig die Gefahr einer türkischen Okkupation al-Qamischlis geringer geworden ist.

### Tal des Nahr al-Asi
Am Nahr al-Asi, wo insgesamt eine muslimische Bevölkerung überwiegt, gibt es nahe bei Hama zwei größere Orte mit überwiegend griechisch-orthodoxer Bevölkerung: Suqailabiyya hat rund 18.000, Mhardeh etwa 22.000 Einwohner. Beide Orte liegen nahe der Frontlinie zum islamistisch beherrschten Gebiet im Gouvernement Idlib und waren wiederholt Beschuss ausgesetzt mit zahlreichen Todesopfern, darunter auch vielen Kindern. In beiden Orten gibt es Milizen, die gegen die Islamisten kämpfen. Nahe der Grenze zur Türkei, ebenfalls am Nahr al-Asi, liegen die drei bis zum Bürgerkrieg in Syrien christlichen Dörfer Knayeh, Yacoubieh und Gidaideh. Während Yacoubieh überwiegend armenisch (apostolisch) mit einer Minderheit von Katholiken war, gab es in den anderen zwei Orten mehr Katholiken. Seit 2015 sind die Orte unter Kontrolle von Islamisten, die öffentliches christliches Leben nicht dulden. Die Franziskaner (OFM) hatten in jedem Ort ein Kloster und zeigen bis heute hier Präsenz.

## Verhältnis zum Assad-Regime

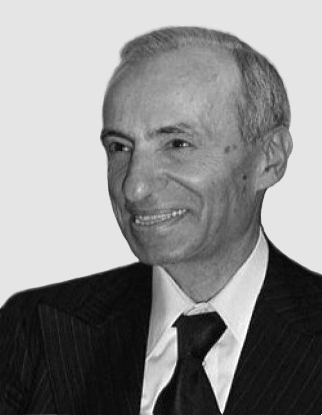
Michel Aflaq, Mitbegründer der Baath-Partei Syriens, aus griechisch-orthodoxer Familie, für einen säkularen Staat. Aufnahme nach 1974

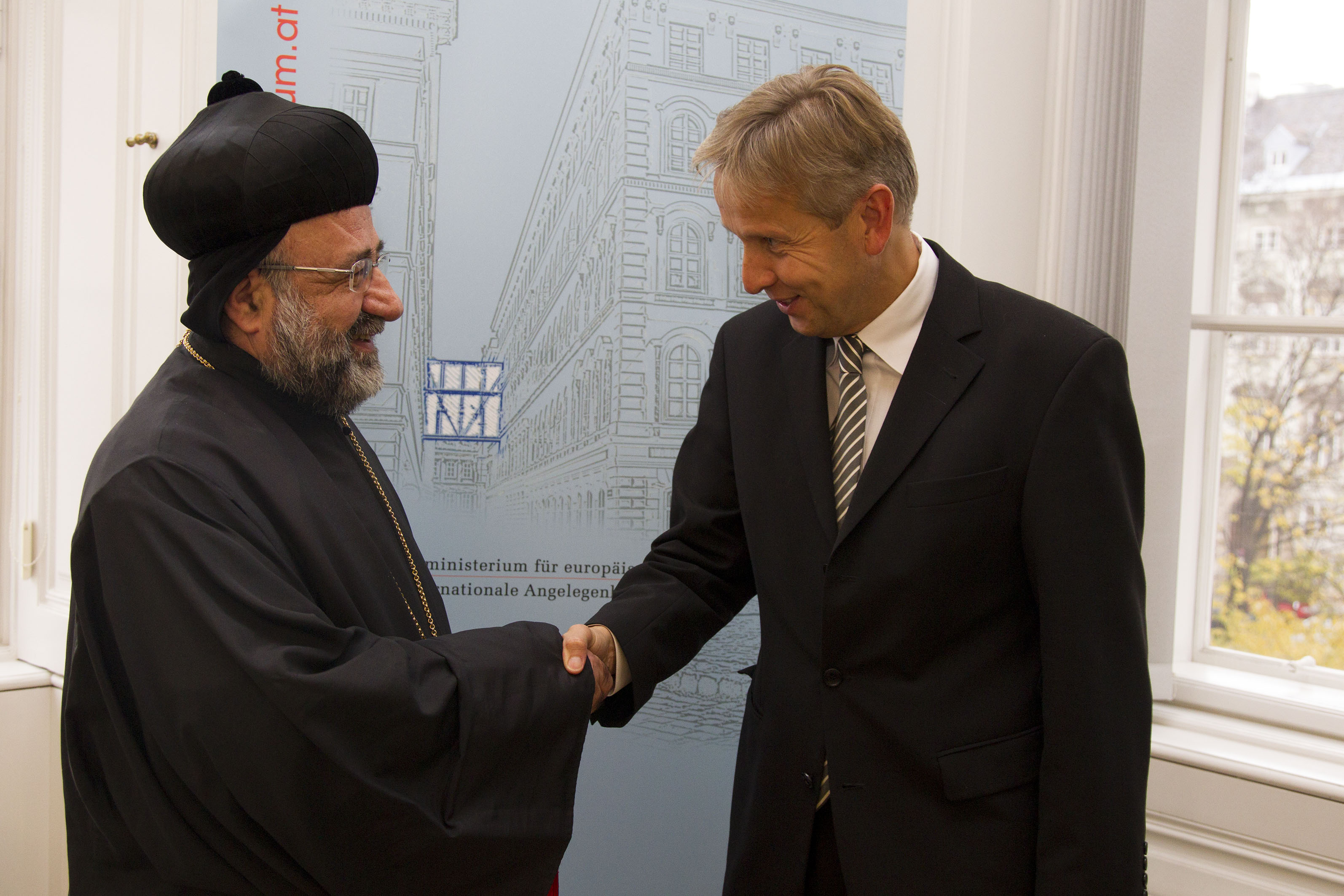
Gregorius Yohanna Ibrahim, der syrisch-orthodoxe Erzbischof von Aleppo (links), mit dem österreichischen Staatssekretär Reinhold Lopatka im November 2012. Nicht einmal ein halbes Jahr später wurde er zusammen mit Bulos Jasidschi, dem griechisch-orthodoxen Erzbischof von Aleppo, entführt. Beide sind seitdem vermisst und vermutlich ermordet worden.

Die syrische Verfassung garantiert nominell die Religionsfreiheit, das Amt des Staatspräsidenten ist jedoch ausschließlich den Muslimen vorbehalten. Dennoch zeigt sich die marxistisch beeinflusste syrische Regierung unter der Baath-Partei, die über ein offiziell sozialistisch-volksrepublikanisches System herrscht, als außerordentlich tolerant gegenüber religiösen Minderheiten, einschließlich der Christen und Juden. Christliche Kirchen sind anerkannt und kaum einem solchen gesellschaftlichen Druck wie früher ausgesetzt. Auch ein Gründungsmitglied der Baath-Partei, Michel Aflaq, war Christ. Trotz der Vorenthaltung des Präsidentenpostens ist auch mit dem Verfassungsreferendum in Syrien 2012 die Freiheit des Glaubens garantiert. So praktizieren die Christen ihren Glauben unter der Baath-Herrschaft offen. Darüber hinaus wurden ihnen als Symbol religiöser Toleranz ihre christlichen Feiertage anerkannt. Auch wurde der Bau von Gotteshäusern unterstützt, wobei alle Kirchen – wie auch die Moscheen – bei ihren kircheninternen Anschaffungen von der Steuer ausgenommen waren. Da die Christen weder staatliche noch gesellschaftliche Diskriminierung unter der Baath-Partei erlitten, übte Syrien bis vor dem Bürgerkrieg in Syrien seit 2011 nicht nur eine große Anziehungskraft für sie aus, sondern hatte lange Zeit den Ruf, das sicherste Land für die Christen im Nahen Osten zu sein.
Seit den späten 1960er Jahren gewann der konservative und strenger ausgelegte Islam unter der Bevölkerung immer stärker an Einfluss, zunächst u. a. durch die syrischen Muslimbrüder. Später gewannen salafistische und wahhabitische Tendenzen an Boden, auch mithilfe von Missionaren aus Saudi-Arabien, welche weltweit den „wahren Islam“ ausbreiten wollen. Dies war ein Grund für viele Christen, auszuwandern. Zahlreiche Christen verließen das Land, vor allem in Richtung des amerikanischen Doppelkontinents. Viele syrische Christen wanderten nach Libanon, Schweden und in die USA aus. Noch in der ersten Hälfte des 20. Jahrhunderts stellten die Christen knapp 30 % der Bevölkerung. Ihr Anteil ist seither geschrumpft, aktuelle Angaben stehen jedoch nicht zur Verfügung. Da sie die einzige nichtmuslimische Religionsgemeinschaft sind, ist ihre Situation besonders prekär. Die Regierung ist dennoch bemüht, religiösen Fundamentalismus klein zu halten – mit teils drastischen Methoden wie 1982 in Hama, wo ein Aufstand der Muslimbruderschaft unter Einsatz der Luftwaffe niedergeschlagen wurde. Die völkerrechtswidrige Invasion der USA und ihrer Verbündeten in Irak 2003 mit den nachfolgenden Massakern verstärkte die Sorge unter den Christen Syriens vor einer Einmischung des Westens in Syrien zuungunsten der Christen. So sagte der Pater Mitri Haji Athanasio gegenüber der „Zeit“ im Februar 2007, dass „die Amerikaner auch Syrien ethnisch-religiös destabilisieren“ wollen und fügte die Aufforderung an: „Laissez-nous tranquilles!“ („Lasst uns in Ruhe!“)
Durch den Bürgerkrieg in Syrien seit 2011 haben bis Ende 2019 mehr als 500.000 Christen Syriens das Land verlassen müssen. Laut UNHCR haben insgesamt rund 5,6 Millionen Menschen Syrien verlassen, und sechs Millionen sind Binnenflüchtlinge, darunter viele Christen. Bleibende sind Terror und Mord ausgesetzt. Während die christlichen Gemeinschaften in Damaskus, Latakia und Wadi an-Nasara, die auch zahlreiche Binnenflüchtlinge aufgenommen haben, noch als weitgehend stabil eingeschätzt werden, ist die Zahl der Christen etwa in Aleppo, Homs und Hama durch Flucht stark gefallen, und in von den Islamisten zerstörten Orten wie ar-Raqqa und Deir ez-Zor gibt es keine Christen mehr. Als Minderheit sind die Christen Syriens im Bürgerkrieg zwischen die Fronten der Konfliktparteien geraten. Die syrische Regierung der Baath-Partei versucht sie seit Beginn des Konflikts für ihre Position zu vereinnahmen, was den Christen in ihrem Verhältnis zur Opposition zum Verhängnis wurde. Obwohl viele Christen Syriens zu Beginn des Krieges das Bestreben nach politischer Partizipation begrüßten, dominierte eine starke Zurückhaltung in Bezug auf eine aktive Unterstützung der Protestbewegung von 2011. Die Verfolgung der Christen durch islamistische Oppositionsgruppen wie die Muslimbrüder, die al-Nusra-Front oder den Daesch (IS) bestärkte ihre Unterstützung für die syrische Regierung der Baath-Partei von Baschar al-Assad, unter der die Christen weder religiös verfolgt noch gesellschaftlich diskriminiert werden. Aus diesem Grund betrachten viele syrische Christen die Assad-Regierung als ein Bollwerk gegen radikale islamistische Strömungen. Es gab zu Beginn des Konfliktes aus christlichen Gemeinden aber auch ein Eintreten für einen Dialog zwischen christlichen und islamischen religiösen Führern, verbunden mit einer aktiv vertretenen Position der Neutralität. In diesem Sinne äußerte sich am 12. Oktober 2012 Harutyun Selimian, Präsident der armenisch-evangelischen Gemeinschaft in Syrien. An den anfänglichen Protesten für ein demokratisches Syrien 2011 und 2012 nahmen auch syrische Christen teil. Der ehemalige italienische Außenminister Franco Frattini äußerte hierzu, dass diese Aktivisten die Verbündeten Assads mehr fürchteten als die Rebellen, denn Christen hatten den Ruf, gute Beziehungen zum Westen zu haben. Bittere Erfahrungen ließen diese Einstellungen sich bald ändern. Bei der Einnahme von Städten wie Homs mit seinen christlichen Quartieren al-Hamidiya und Bustan al-Diwan oder von al-Qusair machten die islamistischen Eroberer jedoch keine Unterschiede und vertrieben sämtliche Christen aus ihren Häusern. Der Jesuitenpater Frans van der Lugt, der beide Seiten, also auch die syrische Regierung für ihre Angriffe auf die Rebellenhochburg Homs kritisiert hatte, wurde am 7. April 2014 durch Kopfschuss hingerichtet.
Viele junge Christen, insbesondere in Ortschaften mit mehrheitlich christlicher Bevölkerung wie etwa Saidnaya, Sadad, Maalula, Suqailabiyya und Mhardeh oder die Orte von Wadi an-Nasara, melden sich freiwillig für die christlichen Milizen im Rahmen der Nationalen Verteidigungskräfte (قوات الدفاع الوطني, DMG Quwwāt ad-Difāʿ al-Waṭanī), wo sie ihre Wehrpflicht ableisten können. Nach Einschätzung des Soziologen Georges Fahmi ist dies für die Christen eine Möglichkeit, dem Kriegsdienst in der Syrisch-Arabischen Armee in den Hauptkampfzonen zu entgehen und stattdessen den Dienst nahe der eigenen Familie vor Ort – zu Hause wohnend – zu leisten und unmittelbar die eigene Heimat vor ihren Feinden zu schützen. Viele Christen sind auch der Überzeugung, dass die Regierung und die Armee zu wenig zum Schutz der Christen Syriens täten.

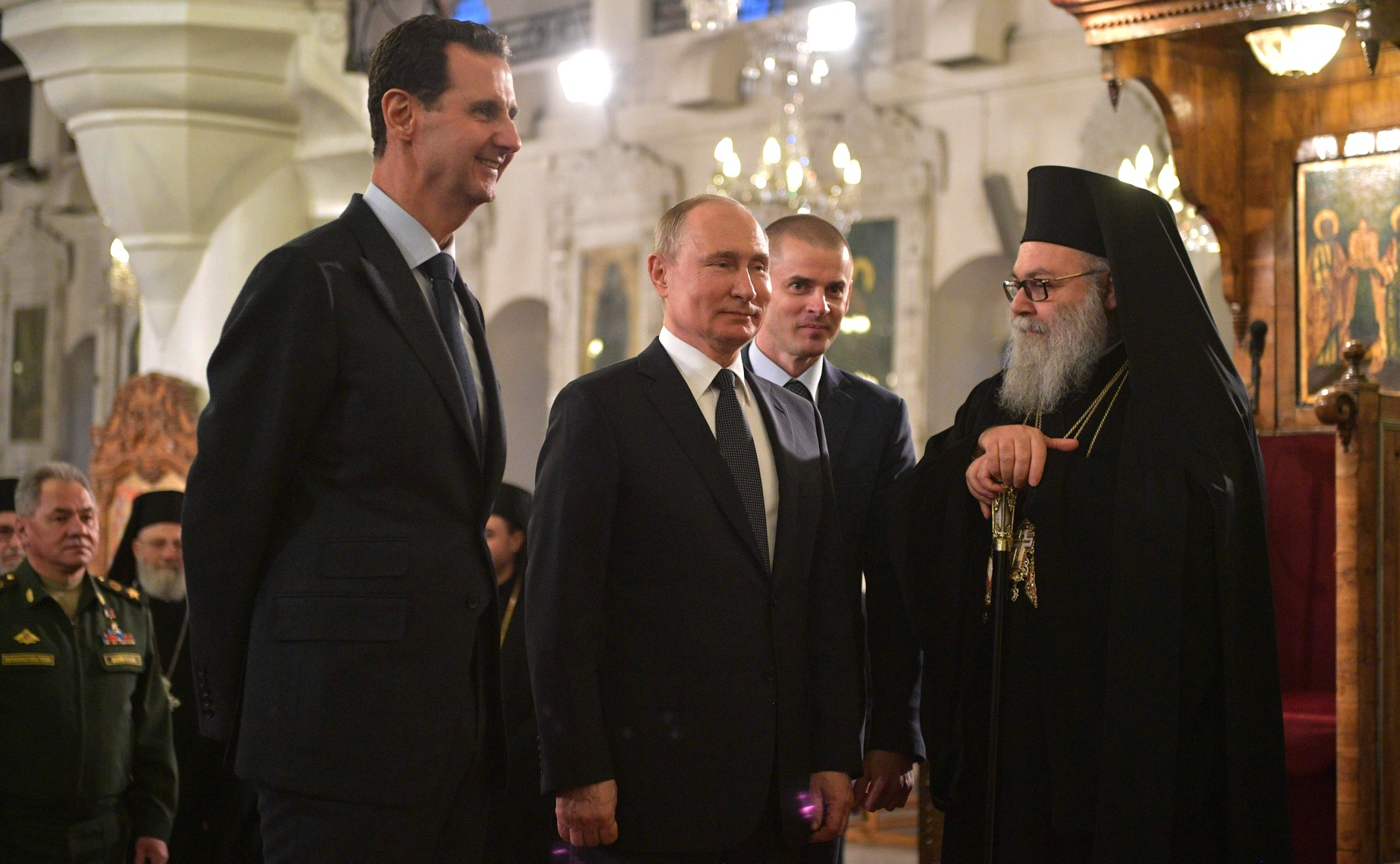
Der griechisch-orthodoxe Patriarch Johannes X., Bruder des 2013 entführten und seitdem vermissten Bulos Jasidschi, mit Assad und Putin in der Mariamitischen Kathedrale von Damaskus am 7. Januar 2020

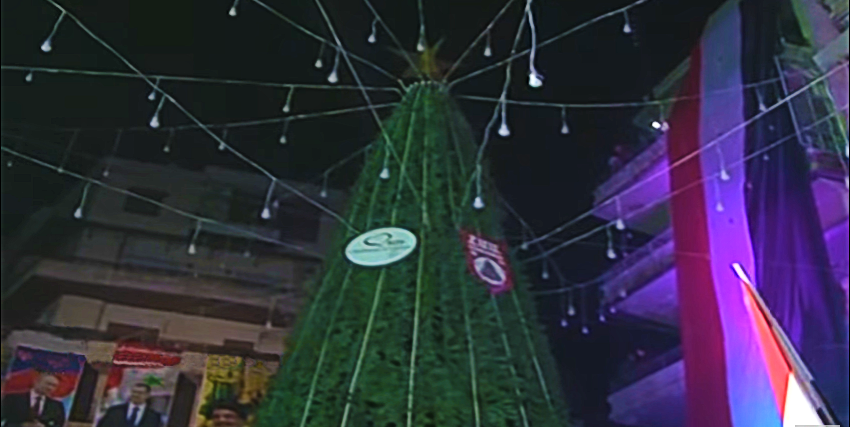
Erste Weihnachten in Aleppo seit Beginn des Bürgerkriegs, Dezember 2016, kurz nach der Vertreibung der islamistischen Rebellen. Im Hintergrund Porträts von Putin und Assad sowie vom Generalsekretär der Hisbollah, Hassan Nasrallah

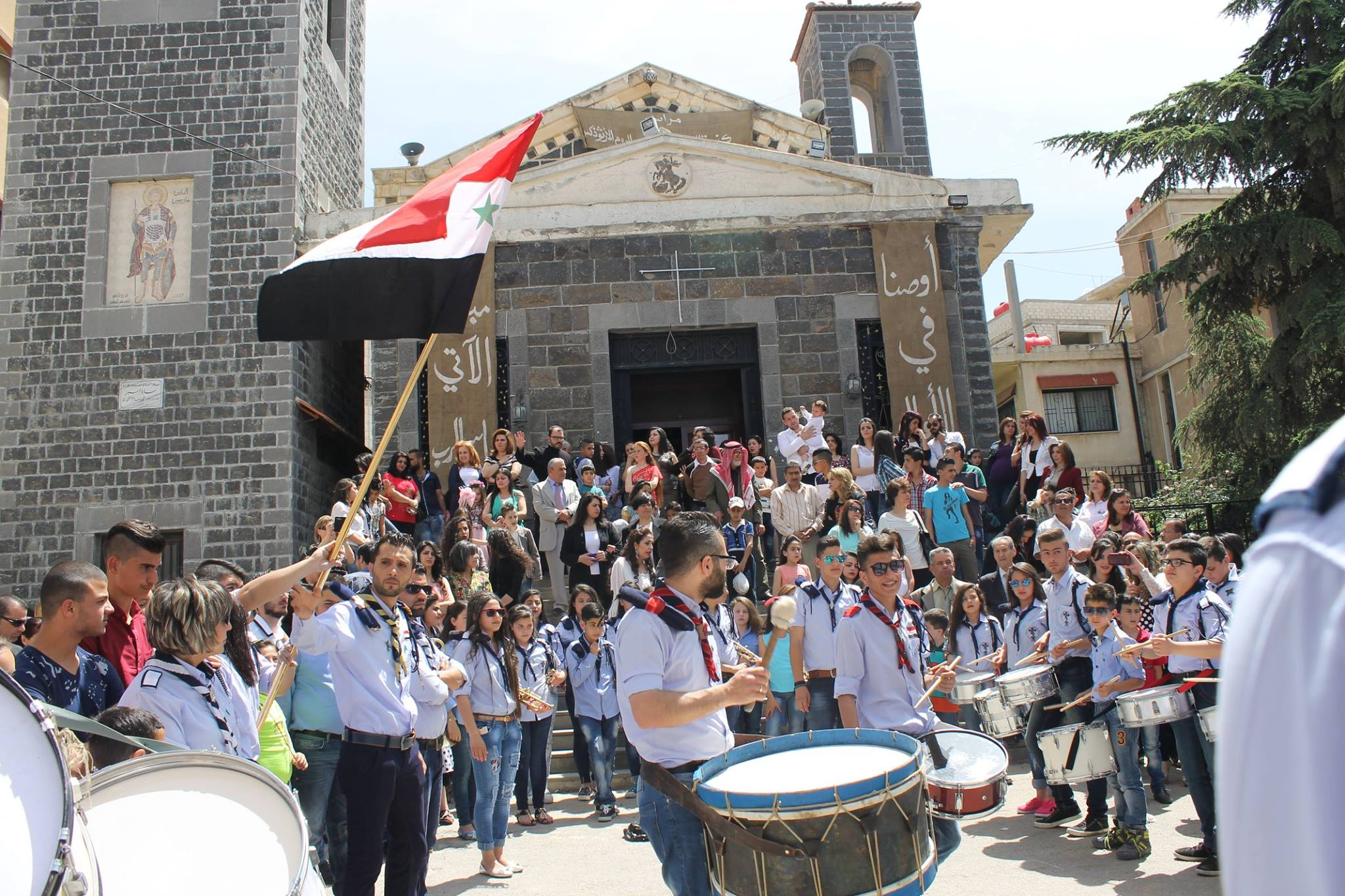
Griechisch-orthodoxes Osterfest in as-Suwaida, mit der Nationalflagge der Syrischen Arabischen Republik, vor der Georgskathedrale

Immer wieder wird von Kirchenvertretern hervorgehoben, dass ein großer Teil der Rebellen keine muslimischen Nachbarn der Christen Syriens, sondern islamistische Extremisten aus dem Ausland wie beispielsweise aus Saudi-Arabien und Libyen seien, die nie in ihrem Leben Toleranz zu Andersgläubigen gelernt hätten. Die Unterstützung westlicher Länder für die bewaffnete Opposition und ebenso ein direktes Eingreifen des Westens werden von einem Großteil der Christen Syriens vehement abgelehnt. Der melkitische Priester Taufik Eid stellte angesichts der Verwüstung des mehrheitlich christlichen Ortes Maalula 2013/2014 und der Ermordung mehrerer seiner Bewohner durch Oppositionskräfte der al-Nusra-Front heraus, dass Maalula einst die Koexistenz der Religionen widerspiegelte und militärisch-strategisch keine Bedeutung hatte. Vielmehr gehe es den islamistischen Rebellen darum, gezielt symbolische Orte des Christentums in Syrien anzugreifen und zu zerstören sowie Angst und Schrecken unter den Christen zu verbreiten. Entsprechend groß war auch die Empörung bei den Kirchenvertretern Syriens über die Reaktionen des Westens mit Androhung weiterer Sanktionen auf die Offensive der syrischen Armee im März 2018 gegen die Islamisten im östlichen Ghuta bei Damaskus, von wo aus im Januar und Februar 2018 die Altstadt von Damaskus beschossen worden war, wobei es mehrere Tote und Schäden an Gebäuden, darunter auch an Kirchen der Stadt gegeben hatte. Nach den Worten des syrisch-orthodoxen Patriarchen Ignatius Ephräm II. Karim, der eine starke Regierung Syriens und ein Ende der Einmischung aus dem Ausland fordert, geht es den Christen in Damaskus erst durch die Vertreibung der Islamisten aus Ghuta im April 2018 besser.
Das geringe Interesse der meisten Medien und der Öffentlichkeit im Westen, gerade auch in Deutschland, stößt bei Christen Syriens auf Bitterkeit. So äußerte 2018 etwa Joseph I. (Yousef Absi), Patriarch von Antiochien und dem Ganzen Orient und Oberhaupt der mit Rom unierten melkitischen griechisch-katholischen Kirche, gegenüber Matthias Matussek angesichts der Verfolgung der Christen in Maalula und anderen Teilen Syriens durch die Rebellen seine Verärgerung über die „Christen im ahnungslosen Westen“, die „über die Zustände hier belogen“ würden. Scharf kritisierte Absi im Dezember 2019 die Weigerung westlicher Länder wie Deutschland, die syrischen Flüchtlinge nach Syrien zurückzulassen, solange Assad an der Macht sei, denn dies stünde einem Wiederaufbau Syriens im Weg. Die Christen Syriens seien auch nicht bereit, sich als Minderheit in ihrem Land behandeln zu lassen, wie dies nicht nur durch Muslime, sondern auch durch Vertreter westlicher Länder geschehe. Die Einmischung aus dem Ausland müsse enden. Statt gegenseitiger Aufrechnung müsse es in Syrien den ehrlichen Willen, zusammen zu leben, und gleiche Rechte und Pflichten für alle Bürger geben. Eine deutlich positivere Einstellung als gegenüber Deutschland, das mit seiner Willkommenspolitik dem Land wichtige Menschen abwerbe und die Gemeinden ausbluten lasse, gibt es bei vielen Christen Syriens gegenüber Russland, das mit seinen Luftangriffen gegen die islamistischen Extremisten wie auch bei der Hilfe beim Wiederaufbau als christlicher Verbündeter betrachtet wird und das nach Äußerungen von Kirchenvertretern Syriens gemeinsam mit der Islamischen Republik Iran die Errichtung eines Kalifats in Syrien verhindert habe. Nicht die Religion der muslimischen Nachbarn, sondern die Einmischung des Westens und seiner arabischen Verbündeten wie etwa die Wirtschaftssanktionen der EU gegen Syrien werden als Problem angesehen.
Bechara Boutros Rai, in Bkerke in Libanon ansässiger Maronitischer Patriarch von Antiochien und des ganzen Orients und damit auch der Maroniten in Syrien, hebt in einem Interview mit der italienischen La Stampa (2016) ebenfalls die negative Rolle des Westens hervor, der durch seine Einmischung die Erfolge der Islamisten – teilweise auch durch direkte Unterstützung – erst ermöglicht habe, und lobt Russland, das durch seine Luftangriffe Daesch und andere islamistische Terrorgruppen wirkungsvoll bekämpfe. Als einzige ausländische Großmacht bringe Russland die Lage der orientalischen Christen zur Sprache. Er betont jedoch, dass die Christen des Orients keine großmütigen Helfer aus dem Ausland benötigten, sondern als Teil des Leibes Christi, als Kinder Gottes weiter im Nahen Osten leben wollen und hier eine wichtige Rolle in dieser Region besäßen, die das Wort Gottes dringend benötige. Die Kirche habe jahrhundertelang in guter Nachbarschaft mit den Muslimen gelebt, aber auch schlimme Verfolgung – etwa unter den Mamluken und den Abbasiden – durchgemacht und habe dies doch wie ein „Rohr im Wind“ (Mt 11,7  und Mt 12,20 ) überstanden. Die Verfolgung um Christi Willen sei nicht mit einem Genozid gleichzusetzen. Der Hauptkonflikt in dieser Region sei zwischen Sunniten und Schiiten beziehungsweise zwischen Saudi-Arabien und Iran, die einen Stellvertreterkrieg beziehungsweise einen politischen Krieg in Syrien, Irak, Jemen und Libanon führten, in den die Christen hineingezogen würden und durch den über die Hisbollah auch in Libanon politische Lösungen blockiert würden. Dieser Hauptkonflikt habe aber auch dazu geführt, dass insgesamt, aber selbst allein von Seiten des islamistischen Daesch zahlenmäßig mehr Muslime als Christen Opfer des islamistischen Terrors geworden seien.
Der von Bechara Boutros Rai als „sunnitisch-schiitisch“ charakterisierte Konflikt hat in Syrien dazu geführt, dass die libanesische, radikale schiitische Hisbollah als Verbündeter christlicher Milizen und der syrischen Armee auftritt, so beispielsweise bei der Befreiung von Kessab im äußersten Nordwesten oder Maalula im Qalamun-Gebirge von der Terrorherrschaft sich als sunnitisch verstehender islamistischer Oppositionskräfte (in islamischen Texten, etwa von der Hisbollah oder der iranischen Regierung, als Takfīrī bezeichnet). Bei der Einnahme Maalulas am 14. April 2014 starben drei Reporter der Hisbollah. Der bekannte melkitische Priester und Chorleiter Elias Zahlawi aus Damaskus gab dem Zentralorgan der Hisbollah im März 2020 ein Interview, in dem er der Organisation für die Hilfe im Kampf dankte, bei dem sich Hisbollah-Kämpfer besonders tapfer gezeigt und gleichzeitig respektvoll zu den christlichen wie auch den muslimischen Bewohnern, ihrem Eigentum und ihren heiligen Stätten verhalten hätten, so auch in den (mehrheitlich sunnitisch-muslimischen, zum etwas kleineren Teil christlichen) Ortschaften al-Qusayr und Yabrud. Yabrud wurde 2013 im Telegraph als modellhafte Ortschaft des Zusammenlebens von Muslimen und Christen beschrieben. Die Freie Syrische Armee wurde in diesem Ort noch begrüßt, und in dem von der Opposition kontrollierten Ort funktionierte das Zusammenleben weiterhin gut. Gegen den Willen der einheimischen Muslime versuchten jedoch Männer von der zu al-Qaida gehörenden al-Nusra-Front, die Kontrolle über die Moscheen zu übernehmen. Im Oktober 2013 sprengte al-Nusra, die inzwischen den Ort beherrschte, das Kreuz von der Frauenkirche in Yabrud. Am 16. März 2014 nahmen Regierungstruppen mit Unterstützung der Hisbollah Yabrud ein. Die gute und teilweise freundschaftliche Nachbarschaft zwischen sunnitischen Muslimen und melkitischen Christen überdauerte trotz Krieg und Gewalt die Zeit der Proteste, der Terrorherrschaft von al-Nusra und der Rückeroberung des Ortes durch die Armee, und auch von den Christen Yabruds kehrte ein Großteil nach den Kämpfen zurück. Über al-Qusair wird dagegen berichtet, dass es den islamistischen Kräften gelang, Feindschaft zwischen Sunniten und melkitischen Christen zu säen. Während der Besatzungszeit durch die Rebellen wurden sämtliche Christen vertrieben – auch die wenigen, die an den Protesten gegen Assad teilgenommen hatten –, und die Eliaskirche von al-Qusair wurden Rebellenhauptquartier. Bei der Einnahme durch Regierungsarmee und Hisbollah flohen dagegen fast alle Sunniten, so dass von einst 40.000 nur noch 500 Menschen in der Stadt lebten. Der Spectator bezeichnete vor diesem Hintergrund den Kampf um al-Qusair als „Syrienkrieg in Minatur“.
Nach den Worten der aus Libanon stammenden evangelischen Pastorin Najla Kassab von der Nationalen Evangelischen Kirche in Syrien und Libanon und Präsidentin der Weltgemeinschaft Reformierter Kirchen ist der Syrienkrieg keinesfalls ein Krieg zwischen Muslimen und Christen, sondern – inzwischen – ein Krieg gegen radikale Islamisten. Muslime seien nicht weniger als Christen von den Verheerungen betroffen, doch sei die Präsenz des Christentums infolge von Flucht und Auswanderung durch den Krieg in Syrien und anderen Ländern der Region akut gefährdet. Es sei eine Aufgabe der christlichen Kirchen der Welt, endlich entschlossen für die christliche Präsenz in Syrien und im Nahen Osten insgesamt einzutreten.
Die syrische Regierung unter Baschar al-Assad legt Wert auf die Präsenz der Christen in Syrien, von denen viele während des Krieges das Land verlassen haben. So gab die Regierung unter anderem einen Beitrag für den Wiederaufbau der Vierzig-Märtyrer-Kathedrale in Aleppo. Aus Anlass eines Besuchs des armenischen Katholikos von Kilikien, Aram I., im Mai 2019 rief Assad die syrischen Armenier, die das Land verlassen hatten – davon etwa 22.000 in Richtung Armenien –, zur Rückkehr und Hilfe beim Aufbau des Landes auf. Dabei hob er den „patriotischen Geist“ der armenischen Christen Syriens hervor, die er als „beispielhafte Bürger“ bezeichnete.

## Verfolgung durch Islamisten

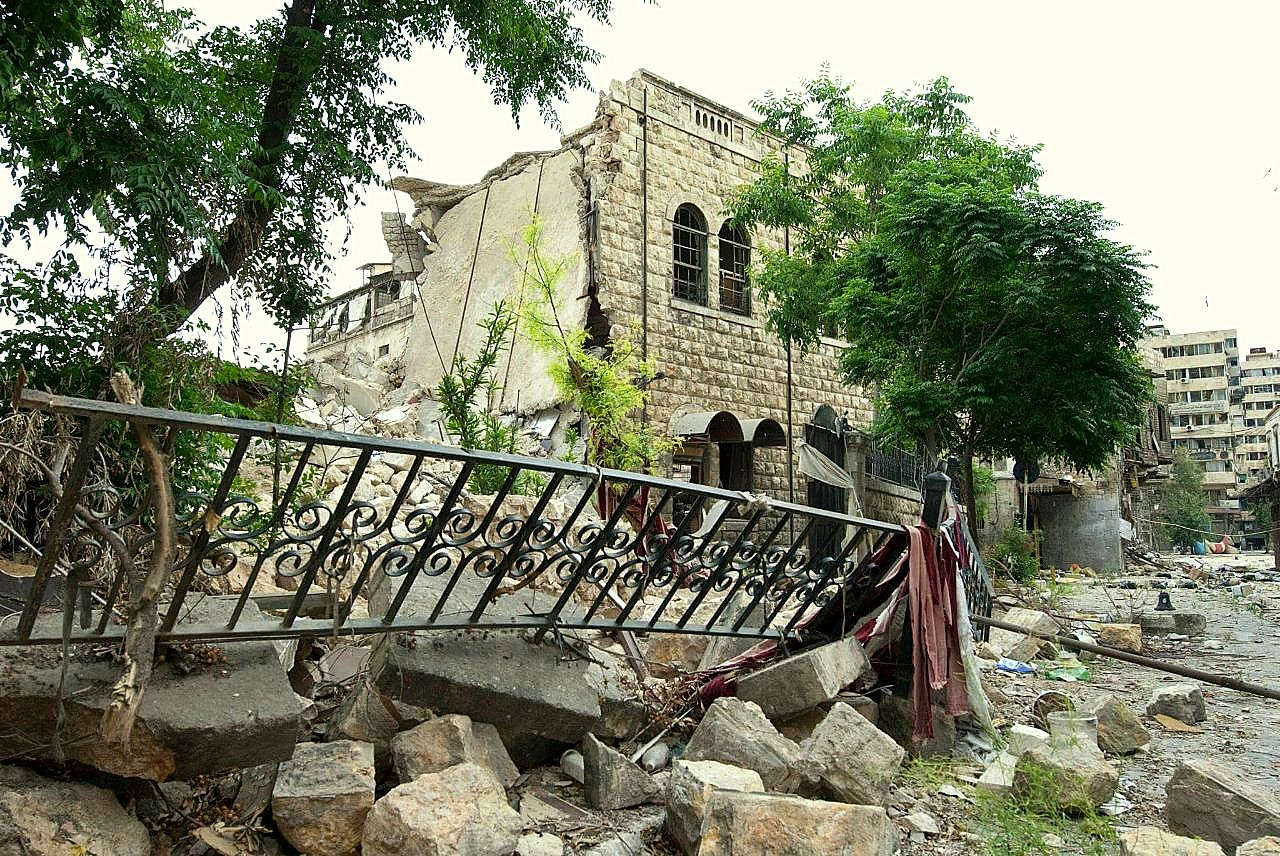
Christen sind ein Hauptziel der Zerstörung durch islamistische Gruppen. Hier die mit einer unterirdischen Bombe zerstörte Evangelische Kirche von al-Dschudaide (Aleppo), 2013

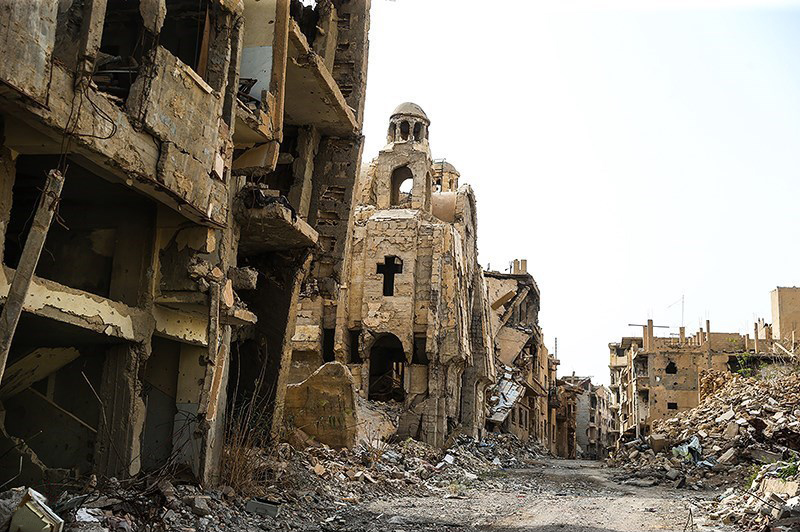
Syrisch-orthodoxe Marienkirche in Deir ez-Zor, November 2018 (2012–2017 teilweise in IS-Hand)

Als besonders trostlos wird die Situation der Christen in den Gebieten geschildert, die unter der Kontrolle der islamistischen Opposition stehen oder lange Zeit standen. Die Region Ghuta bei Damaskus wurde von vielen Menschen der Mittelschicht der Hauptstadt für Eigenheime genutzt. Im dortigen Ort Harasta gab es zwei Kirchen, die beide von den Rebellen zerstört wurden. Die 2500 christlichen Einwohner flohen, nachdem 2012 das Geheimdienstgebäude des Ortes mit vielen Toten gesprengt worden war. Nach der Rückeroberung April 2018 besichtigten viele Flüchtlinge ihren Heimatort, fanden jedoch völlig zerstörte Häuser und Kirchen vor. Nach den Worten des Priesters der dortigen St.-Elias-Kirche, Gabriel Kahila, wollen die meisten Syrien verlassen, und niemand will nach Harasta zurückkehren.
In Idlib im Nordwesten des Landes gab es vor dem Krieg etwa 60 christliche Familien. Im März 2015 geriet Idlib erstmals ins Visier bewaffneter Gruppen. Am 27. März 2015 marschierten Truppen der islamistischen al-Nusra-Front ein und richteten eine Reihe von Christen hin. Zwei Tage danach wurden sämtliche Christen über Lautsprecher mit Todesdrohung zum Verlassen der Stadt aufgefordert. Diese Aufforderung wurde allgemein befolgt, und an Kontrollpunkten wurden den Vertriebenen die Wertsachen abgenommen. Die Flüchtlinge kamen an verschiedenen Orten unter, darunter viele im „Tal der Christen“ (Wadi an-Nasara) bei Homs.
Ebenfalls bis in die Gegenwart unter islamistischer Kontrolle sind die nahe der Grenze zur Türkei am Nahr al-Asi gelegenen ehemals christlichen Dörfer al-Qunaya (Knayeh), al-Yaʿqūbiyya (Yacoubieh) und al-Dschudaida (Gidaideh), wo die Miliz Haiʾat Tahrir asch-Scham die Herrschaft ausübt. Die meisten Kirchen wurden hier zerstört, und die meisten Einwohner sind geflohen, doch sollen hier noch einige hundert Christen leben. Die Franziskaner (OFM), die in allen drei Orten ein Kloster hatten, zeigen bis heute hier Präsenz. Öffentliches christliches Leben wird von der islamistischen Miliz nicht geduldet, weshalb christliche Feiern und Gottesdienste nur hinter verschlossenen Türen stattfinden können. Von der katholischen Kirche in Knayeh, wo sich die beiden Franziskanerpater Hanna Jallouf und Louai Bsharat weigern fortzugehen, sind – wie auch von den anderen noch verbliebenen Kirchen – seit dem Einmarsch der Aufständischen sämtliche Kreuze entfernt und die Glocken verstummt. Die bescheidenen Gottesdienste werden von den wenigen verbliebenen Katholischen, Orthodoxen und Armenisch-Apostolischen gemeinsam gefeiert. Jeglicher außen sichtbare Schmuck zu Festen ist ausdrücklich verboten, und es wird Dschizya kassiert. Die islamistischen Milizionäre, die monatelang keinen Sold erhalten, plündern die Ernte und die Häuser der verbliebenen christlichen Bewohner.
Im Nordosten Syriens gelang es dem so genannten Islamischen Staat (Daesch), durch Zerstörung sämtlicher assyrischen Dörfer am Chabur mit ihren Kirchen und Wohnhäusern, die eine der letzten Sprachinseln der ostaramäischen Sprache waren, nahezu sämtliche Bewohner zur Flucht in andere Regionen oder ins Ausland zu zwingen, und kaum jemand ist nach der Vertreibung der Islamisten durch die Demokratischen Kräfte Syriens in die Ruinen der Heimatdörfer zurückgekehrt. Für Hunderte von entführten Christen erpresste Daesch hohe Lösegelder, während weitere Entführte ermordet und Frauen versklavt wurden. Die Zerstörungen und die Traumata der Menschen haben große Löcher im Sozialgefüge hinterlassen und die Gemeinschaften wahrscheinlich dauerhaft zerstört. Tell Tamer, das einzige assyrische Dorf am Chabur, wo 2019 noch über ein Zehntel der ursprünglich wohnhaften Christen lebten, ist Stützpunkt einer christlichen Fraueneinheit des Militärrats der Suryoye, die sich zum Schutz gegen islamistische Kräfte und ihre türkischen Verbündeten bildete.
In verschiedenen Gegenden machten islamistische Kräfte nach der Vertreibung der Christen eine Hauptkirche der Stadt zu ihrem Hauptquartier, das bei den Kämpfen dann unter Beschuss der Regierungstruppen geriet. Dies war der Fall bei der melkitischen Kathedrale Maria Königin des Friedens in Homs sowie bei der ebenfalls melkitischen Eliaskirche in al-Qusair, die beide schwer verwüstet wurden. Die Nationale Evangelische Kirche Homs diente den islamistischen Rebellen als Wehrerfassungsstelle. In ar-Raqqa wurde die armenisch-katholische Märtyrerkirche vom Daesch als Sitz eines Scharia-Gerichts und der Sittenpolizei Hisbah genutzt, bevor er sie beim Rückzug sprengte.
Ein Leben in Frieden ist aber auch Christen in unmittelbarer Nähe zu den Gebieten unter islamistischer Kontrolle kaum möglich. So wurde etwa im nahe dem Rebellengebiet von Idlib gelegenen Suqailabiyya (ehemals Seleucopolis) am 12. Mai 2019 von Islamisten der Miliz Hayat Tahrir al-Scham die dortige griechisch-orthodoxe Peter-Paul-Kirche gezielt mit Granaten beschossen, wodurch fünf Kinder und eine Lehrerin starben. Das mehrheitlich christliche Suqailabiyya ist es aber auch, wo am 16. März 2013 christliche Bewohner zur Verteidigung der Stadt gegen islamistische Kräfte die Miliz Quwat al-Ghadab („Kräfte des Zorns“) aufstellten, die an der Seite der Republikanischen Garde gegen die Rebellen zum Einsatz gekommen ist.
In dem vom Hilfswerk Open Doors regelmäßig erstellten Weltverfolgungsindex belegt Syrien im Jahr 2023 den Platz 12.

## Persönlichkeiten

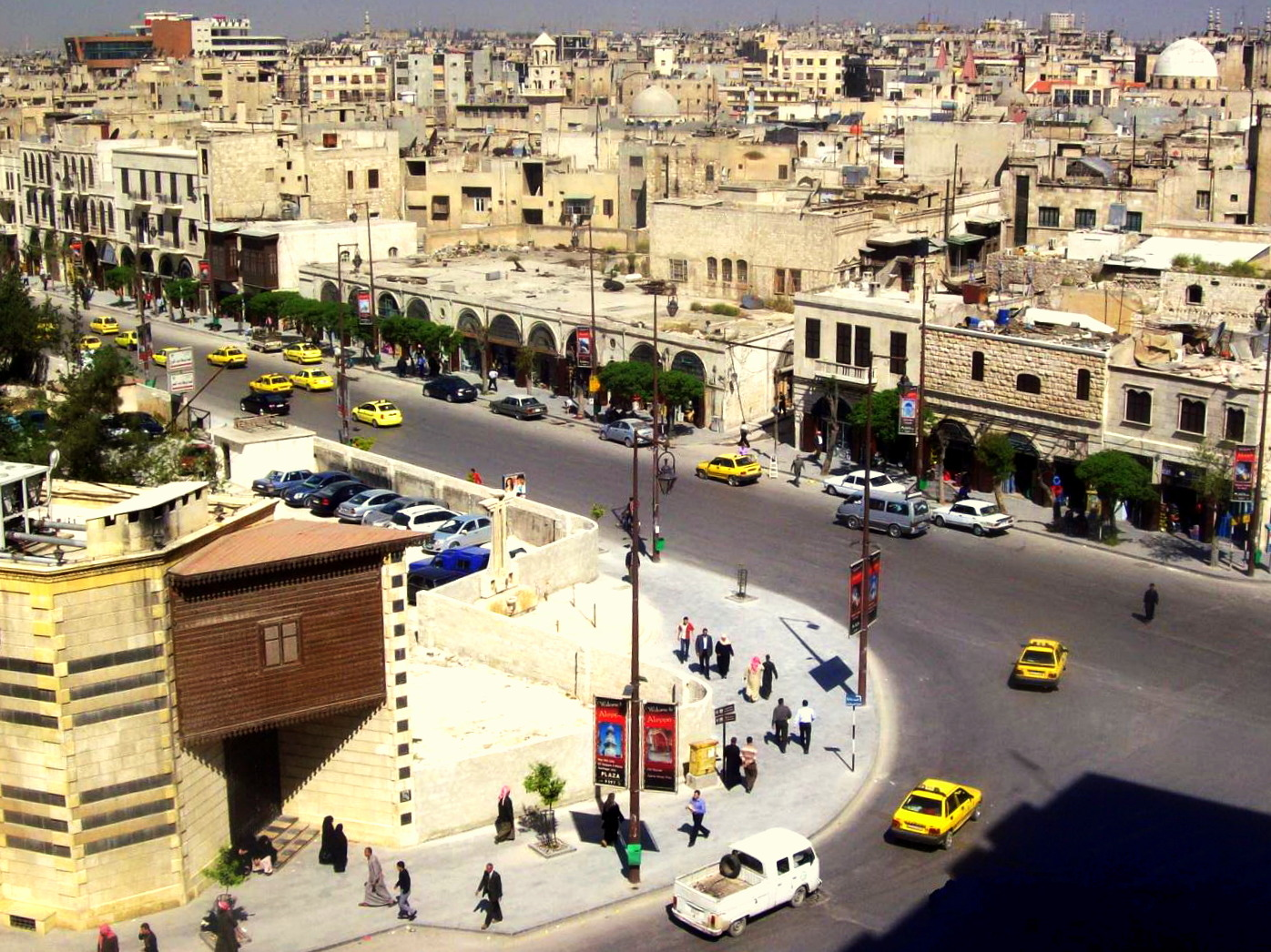
Altes christliches Viertel al-Dschudaide in Aleppo

- Michel Aflaq (1910–1989), syrischer Politiker, Mitgründer der Baath-Partei
- Farès al-Khoury (1877–1962), vormaliger syrischer Premierminister
- Isidore Fattal (1886–1961), melkitischer Erzbischof von Aleppo
- Ibrahim Haddad, syrischer Energieminister (2001–2006)
- Mikhail Illyan, Außenminister (1945)
- Georges Nicola Jabour (* 1938), Staatsminister (2006–), Mitglied der Baath-Partei
- Michel Kilo, syrischer Oppositioneller und Journalist
- Rafik Schami (* 1946), Schriftsteller
- Ephräm der Syrer (* um 306), größter Theologe der syrischen Kirche
- Johannes von Damaskus (* um 650), orthodoxer christlicher Kirchenvater
- Gregorios Johanna Ibrahim (1948–?), syrisch-orthodoxer Erzbischof von Aleppo
- Bulos Jasidschi (1959–?), griechisch-orthodoxer Erzbischof von Aleppo